# Кухня середньовіччя

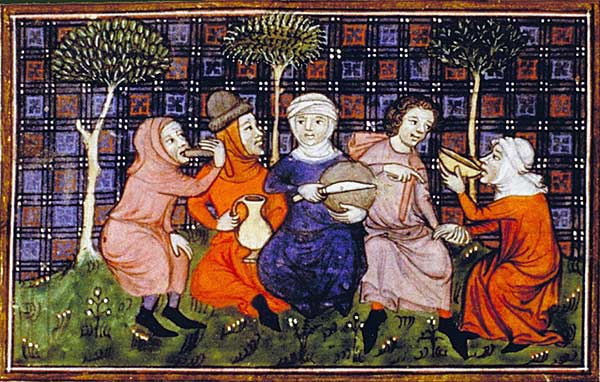
Група мандрівників діляться хлібом та іншою їжею на полях; Livre du roi Modus et de la reine Ratio, XIV століття.

Кухня Середньовіччя об'єднує продукти, харчові звички та способи приготування їжі у різних культурах Європи в період Середньовіччя приблизно від V до XVI століття. За цей час дієта та способи приготування їжі у Європі не дуже сильно змінювалися, порівняно з настанням Ра́ннього нового періоду (див. кухня Раннього нового періоду), коли були закладені основи сучасної європейської кухні.
Зернові культури продовжують бути найважливішим продуктом протягом усього Раннього Середньовіччя, адже рис з'явився у Європі набагато пізніше, картопля лише у 1536 році, а широке її застосування має ще пізніші дати. Ячмінь, овес і жито звичні серед бідняків, а пшениця — привілей вищих класів, яку їдять як хліб та густу кашу, рідка каша (з декількох видів зернових) та макарони споживаються у всіх, без винятку, прошарках середньовічного суспільства. Бобові та овочі — основне доповнення до страв зі злаків для нижчих верств.
М'ясо — дуже дорогий продукт, ознака престижу, тому поширений лише на столах знаті. Зазвичай готували свинину, курятину та м'ясо інших свійських птахів; яловичина менш поширена, бо вимагала більших затрат на землю та велику рогату худобу. Тріска й оселедець були опорою серед північних народів; у сушеному, копченому або засоленому вигляді поширювались всередині країни, проте, й безліч інших морських та прісноводних риб вживалися в їжу.
Повільне перевезення та не дуже ефективні методи консервування (засновані на в'яленні, солінні, копченні і квашенні) робили транспортування їжі дуже витратним. Через це їжа дворянства більш схильна до іноземному впливу, ніж кухня нижчих класів; саме вищий клас вперше спробував екзотичні спеції та дорогі імпортні продукти. Новинки від міжнародної торгівлі та іноземних війн від XII століття й далі поступово поширювалися через верхній клас середньовічних міст. Однак задля економії видавалися так звані сумптуарні закони, які забороняли демонстративне споживання певних продуктів харчування, зокрема спецій, серед нових багатіїв. Соціальні норми визначали й те, що їжа робочого класу менш вишукана, бо вважалося, що схожість між своєю працею і своєю їжею є природною; ручна праця вимагає грубішої й дешевшої їжі.
Метод приготування вишуканих страв в кінці Пізнього Середньовіччя встановлює стандарт серед знаті по всій Європі. Для дворянства подавалися страви сильно приправлені в кисло-солодкому поєднанні, кислий сік із незрілих плодів, вино й оцет в поєднанні з прянощами, такими як чорний перець, шафран та імбир. Саме ці прянощі поряд із широковживаними цукром та медом подарували багато страв кисло-солодкого смаку. Мигдаль був дуже популярним як загусник супів, рагу, соусів, а також як основа мигдалевого молока.

## Дієтичні норми
Кухня народів Середземномор'я ще за античності була заснована на зернових, зокрема, на різних видах пшениці. Каша та рідка каша, а пізніше й хліб стали основними продуктами харчування, що становили основу калорій для більшості населення. З VIII до XI століття, частка різних зернових у раціоні зросла з 1/3 до 3/4 споживання. Для середньовічного періоду пшениця залишаються головним продуктом, а з поширенням християнства потрапляє й на північ. Однак, у холодному кліматі цей дорогоцінний злак залишається недоступним для більшості населення, лише аристократи насолоджуються ним сповна. Хліб має центральне місце в релігійних ритуалах, таких як Причастя, а це означає, що він мав особливо високий авторитет серед продуктів харчування. Лише оливкова олія та вино мали таку ж цінність, але залишалися вельми ексклюзивними за межами теплих виноградних регіонів. Хліб символізує як засіб до існування, так і саме існування. Важливу роль хліба описував у своїх проповідях Августин «Блаженний»
| Ліві лапки | Цей хліб оповідає свою історію … Ви були підведені до горен Господа і були обмолочені … В очікуванні катехізису, ви були, як зерно, що зберігалося у зерносховищі… У купелі ви були замішені в єдине тісто. А в печі Святого Духа спечені, як істинний хліб Божий. | Праві лапки |

### Церква

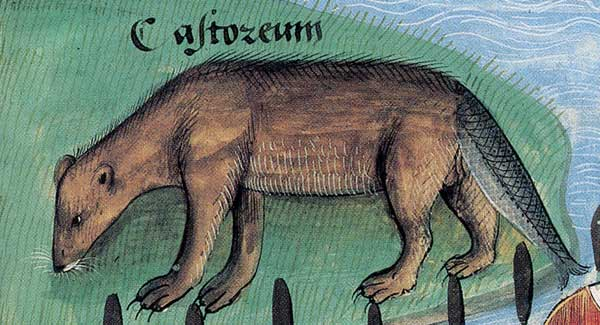
У Середньовіччя вірили, що хвіст бобра має вигляд риби і його можна з′їсти у дні посту; Livre des simples médecines, ca. 1480.

Римо-католицька церква, Православна церква та їх календарі мали великий вплив на харчові уподобання; споживання м'яса було заборонене в період Великого посту та інших постів (третину року) для більшості християн, як і всіх продуктів тваринного походження, включаючи яйця й молочні продукти (крім риби). Піст — звична справа під час прийняття Святого Причастя, такі пости вимагали повного утримання від їжі протягом всього дня.
І Східна, і Західна церкви розпорядилися так, що свята мають чергуватися з постами. У більшості країн Європи п'ятниця була днем посту, обов'язкове утримання від їжі спостерігалося і в інші дні та періоди, в тому числі під час Великого посту і Різдвяного посту. М'ясо і продукти тваринного походження, такі як молоко, сир, масло і яйця, не дозволялися, окрім риби. Призначення посту — умертвити тіло і оживити душу, а також нагадати про жертву Ісуса Христа заради людства. Не можна було зображати певні продукти, бо вони нечисті. Через утримання від їжі навчалися духовної стриманності. У особливо суворі дні посту, кількість щоденних прийомів їжі скорочена до одного. Навіть, коли більшість людей поважали ці обмеження і зазвичай робили покаяння, часто порушували їх, було також безліч способів обійти цю проблему, конфлікт ідеалів та практики узагальнені письменниицею Бріджет Енн Геніч:
| Ліві лапки | Така природа людини, побудувати самій собі клітку правил і норм, закувати себе в неї, а потім ламати голову, щоб розв′язати головоломку, і вирішивши її, тріумфувати в кінці. Піст був викликом, ціль гри вивідати шпаринки. | Праві лапки |

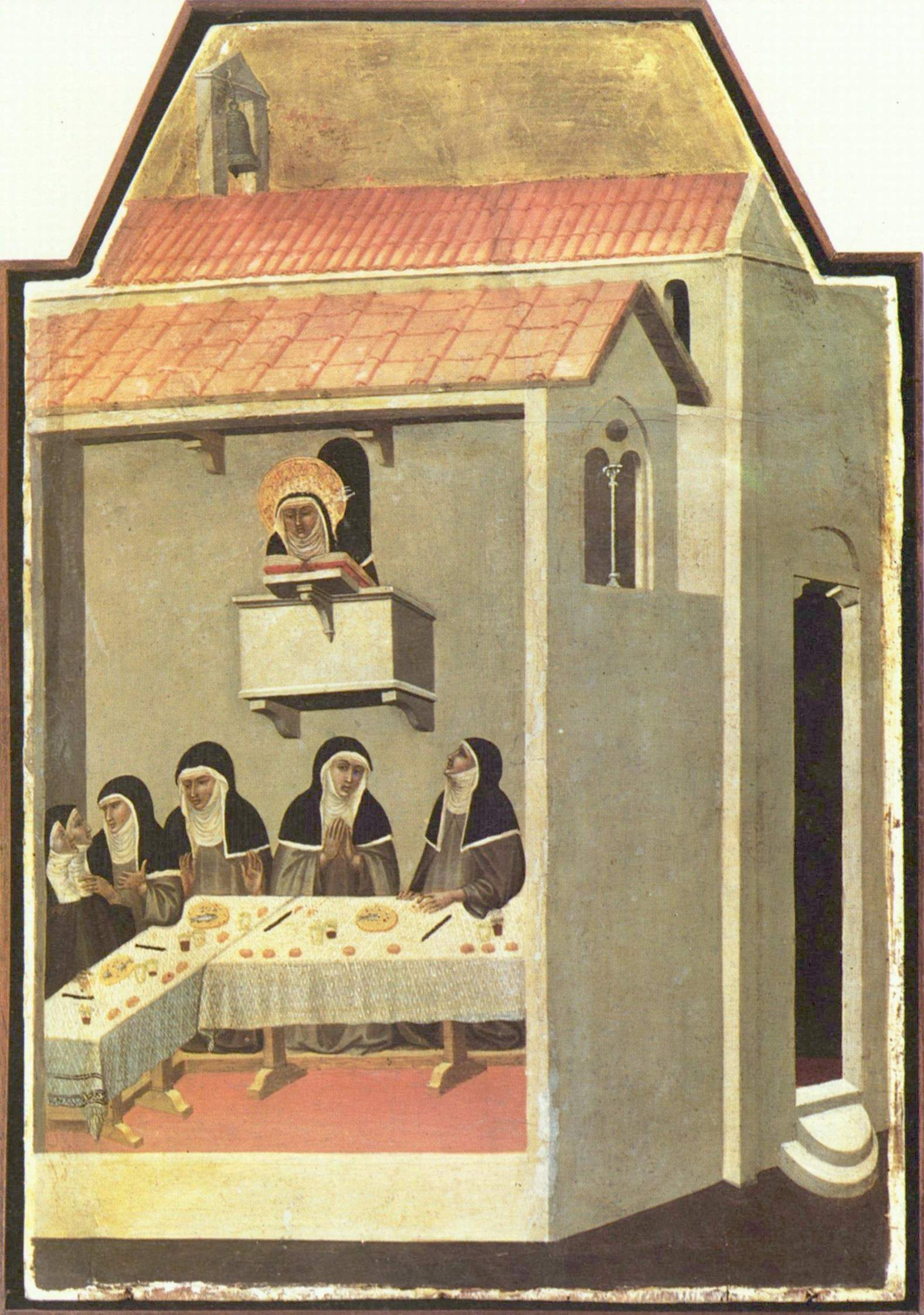
Черниці обідають в тиші, слухаючи читання Біблії. Зверніть увагу на використання жестів для спілкування; Життя Блаженної Святої Гумілітії П'єтро Лоренцетті, 1341.

У той час як продукти тваринного походження мали уникатися під час покаяння, прагматичні компроміси часто переважали. Означення «риба» поширюється і на морських та навколоводних тварин, таких як кити, казарки та, навіть, бобри. Вибір інгредієнтів часто обмежений, але це не означає, що порція мала маленький розмір. Не було ніяких обмежень щодо (помірного) вживання напоїв та солодощів. Бенкети під час посту могли бути чудовими, мали велику популярність сервірування, які створювали ілюзію страв, що нагадують м'ясо, сир чи яйця. У такі нестандартні способи з м'яса риби формували оленину, а яйця з яєчної шкарлупи, рибної ікри та мигдалевого молока, і все це готували на вугіллі. Духовенство Візантійської церкви було збентежене такими кулінарними хитрощами, і взяло жорсткий підхід, на відміну від їхніх західних колег, які були набагато м'якшими у цьому питанні. Історія знає випадки, коли миряни скаржились на надмірну суворість посту. Під час Великого посту, королі і школярі, простолюдини і знать, скаржились, що їх позбавили м'яса для довгих, важких тижнів споглядання своїх гріхів. У Великий піст, власників худоби навіть попереджали, щоб ті стежили за очима голодних собак, теж розчарованими «жорсткою облогою Великого посту і риб'ячих кісток».
З XIII століття простежується тенденція більш юридичної інтерпретації посту. Дворяни ставилися до посту відповідально, тому не вживали м'ясо в пісні дні, але все ж обідали традиційно для свого оточення; риба замінювала м'ясо, часто, як імітація шинки чи бекону, мигдалеве молоко замість молока тварин (проте, це була дорога немолочна альтернатива); яйця робили з мигдалевого молока і яєчної шкаралупи, потім забарвлювали та надавали запаху, використовуючи рідкісні спецій. У деяких вельмож стіл був накритий ще пишніше, ніж у бенедиктинців, у їхніх монастирях зміна страв здійснювалась часом шістнадцять разів протягом бенкету. Дозвіл не пістувати часто давався для дуже широких верств населення. Тома Аквінський (бл. 1225—1274) вважав, що дозвіл має бути поширений на дітей, старців, паломників, робітників і жебраків, але не на бідняків, які мали хоч якийсь притулок. Були й такі члени чернечих орденів, які зневажали піст, бо вважали, що Біблія не передбачає подібних обмежень. Оскільки хворі звільнялися від харчових обмежень, зросло переконання, що піст стосується лише трапезної і багато ченців їли м'ясні страви в мізерикордії (кімната для хворих ченців, де дозволялось вживати м′ясо), а не в трапезній. Новопризначені настоятелі католицького монастиря намагались протидіяти чернечим ухилянням від посту моральним осудом, але при цьому дбали про смак пісних страв.

### Класові відмінності
Середньовічне суспільство було дуже стратифікованим. Це той час, коли голод був звичайним явищем, а соціальна ієрархія часто жорстоко насильницька, тому їжа була важливим маркером соціального статусу. За ідеологічною нормою, суспільство складалося з трьох станів: простолюдинів, тобто робітничого класу (найбільша група); духовенства та дворянства. Відносини між класами були строго ієрархічними, дворянство і духовенство утвердило мирське й духовне панування над простолюдинами. У дворянства і духовенства також був поділ на ранги, верхівка — королі і папи, далі князі, єпископи і їх підлеглі, такі як зброєносці і священники. Звісно, що кожен стан мав залишатися у своєму соціальному класі і поважати владу панівних. Політична влада була показником не лише могутності, а й багатства. Знать їла свіжу дичину, приправлену екзотичними спеціями і демонструвала вишукані манери за столом; простолюд міг розраховувати лише на грубий ячмінний хліб, свинину, припралену сіллю і бобові, а слово етикет для них було чужим. Навіть дієтичні рекомендації були різні: дієта вищих класів вимагала бути такою як вишукана фізична конституція тіла аристократа і як ознака його економічної спроможності. Травна система пана вважалась більш вимогливою, а ніж у його сільського підлеглого, тому мала отримувати найкращі продукти.
У кінці середньовіччя, підвищення добробуту середнього класу, купців і торговців, означало, що простолюдини почали наслідувати аристократію і це могло зламати деякі символічні бар'єри між дворянством і нижчими класами. Вихід прийшов у двох формах: дидактична література попереджала про небезпеку адаптації дієти, яка не підходить для свого класу та сумптуарні закони, які забороняли розкіш бенкетів простолюдинів.

### Дієтика
Медична наука середньовіччя мала значний вплив на здоров'я і харчування вищих класів. Дієта, фізичні вправи, відповідна соціальна поведінка і рекомендовані лікарські засоби — це шлях до міцного здоров'я. Вважалось, що різні види їжі мали свої властивості і по-різному впливали на здоров'я людини. Всі продукти харчування класифікувалися на «гарячі», «холодні», «вологі» і «сухі», відповідно до чотирьох рідин організму згідно з теорією Галена, яка домінували в медичній науці від пізньої античності до XVII століття.
Середньовічні вчені вважали, що травлення людини схоже на процес приготування їжі. Обробка їжі в шлунку бачилась як продовження приготування їжі, яке розпочав кухар. Для того, щоб їжа «приготувалася», а поживні речовини засвоїлися, важливо, щоб шлунок наповнився у визначений спосіб. Легкозасвоювана їжа споживалася першою, а потім поступово переходили до ситніших страв. Якщо такий режим не дотримувався, то вважалося, що важка їжа опуститься на дно шлунку, заблокує травний канал і їжа перетравлюватиметься дуже повільно, що спричинить гниття тіла і зробить рідини у шлунку поганими. Крім того, вкрай важливо, щоб їжа з різними властивостями не змішувалася.
Перед вживанням страв, шлунок було бажано «відкрити» за допомогою аперитива (від лат. aperire, «відкрити»), який був переважно у гарячому чи сухому вигляді: кондитерські вироби з цукру або меду, покриті спеціями, такими як імбир, кмин, насіння анісу, фенхелю або зіри, вино і підсолоджені кріплені молочні напої. У кінці трапези необхідно «закрити» шлунок, для цього вживали драже, яке в Середньовіччя складалося зі шматочків пряного цукру, або гіпокрас, приправлене ароматними спеціями вино, яке пили, закушуючи витриманим сиром. В ідеалі трапезу розпочинали із легкозасвоюваних фруктів, наприклад, яблук. Потім їли овочі, такі як салат, капуста, портулак, зелень, вологі фрукти, біле м'ясо, наприклад, курчат або козенят, разом з потажем і бульйонами. Далі йшли важкі сорти м'яса, такі як свинина і яловичина, а також овочі і горіхи, в тому числі груші та каштани, бо вважалися важкоперетравлюваними. Такі правила харчування були популярні і схвалені медичною експертизою. Закінчували трапезу витриманим сиром і різними закусками.
Ідеальне харчування мало найбільше відповідати темпераменту людини. Їжа мала бути добре нарублена, протовчена і розтерта, щоб інгредієнти легко змішувались. Біле вино вважалося кращим, аніж червоне, так само надавали перевагу білому оцту. Молоко помірно «тепле» і «вологе», але вважалось, що молоко різних тварин відрізняється. Яєчні жовтки вважалися «теплими» і «вологими», а білок «холодним» і «вологим». Професійні кухарі намагались відповідати правилам гуморальної медицини. Навіть якщо поєднання продуктів обмежене, все одно було достатньо місця для художньої варіації шеф-кухаря.

### Структура споживання калорій
Калорійність середньовічної дієти змінювалася з плином часу, від регіону до регіону та від класу до класу. Тим не менше, дієта більшості людей, як правило, високовуглеводна, причому більша частина бюджету витрачається на калорійні продукти, такі як, крупи і алкоголь (наприклад, пиво). Хоч м'ясо високо цінується всіма, нижчі класи часто не могли його собі дозволити, бо церква забороняла споживати його кожен день. У Англії в XIII столітті, м'ясо становило досить незначну частину калорій в раціоні звичайного робітника, однак, його частка зросла після Чорної смерті, а до XV століття, воно становить близько 20 % загального обсягу. Навіть серед знаті середньовічньої Англії, частка зерна становила 65–70 % калорій на початку XIV століття. Попри те, що м'ясо і риба щедро представлені на столі, споживання м'яса збільшилося після Чорної смерті. В одній англійській аристократичній родині початку XV століття, детальні звіти якої збереглися (графа Уорвіка), джентрі отримували приголомшливі 3,8 фунтів різного м'яса для звичайного бенкету восени і 2,4 фунта взимку, на додаток 0,9 фунтів хліба і 1/4 літри пива або вина (щоденно їли дві м'ясні страви, п'ять днів на тиждень, крім періоду Великого посту). У домашньому господарстві Генрі Стаффорда в 1469 році, джентрі отримали 2,1 фунта м'яса для застілля, а всі інші 1,04 фунта, також кожен отримав 0,4 фунта хліба і 1/4 літри алкоголю. Деякі члени цих домогосподарств (як правило, меншість) не їли м'ясо на сніданок, проте випивали чверть літра пива; велику кількість хліба і еля споживали між застіллями. Раціон родини лорда дещо різниться — менше вживання червоного м'яса, більше високоякісної дичини, свіжої риби, фруктів і вина.
У монастирях ще з VII століття основна структура раціону базувалась на Статуті Бенедикта, а з початком понтифікату Папи Бенедикта XII в 1336 році стала ще жорсткішою, але (як згадувалося вище) ченці були майстерні в обігруванні цих правил. Норма вина в день — приблизно половина пінти (260 мл), але не було відповідного обмеження на пиво, тому у Вестмінстерському абатстві, кожен чернець отримував один галон пива на день. М'ясо «чотириногих тварин» заборонене взагалі, весь рік, для всіх, крім дуже слабких і хворих. Щоб обійти це правило, по-перше, вживали субпродукти, які залишились від обробки бекону і м'ясом вже не вважались. По-друге, монастирі мали кімнати, які називалися мізерикордії, де Правило святого Бенедикта не застосовувалося, і велика кількість ченців їла там. Кожен монах регулярно ходив до мізерикордії або у трапезну. Незабаром Папа Бенедикт XII постановив, що принаймні хоч половина всіх ченців зобов'язані обідати в трапезній кожного дня. Монахи, які були в обліку хворих, запрошувались до абата для серйозної повчальної бесіди. У цілому, монах Вестмінстерського абатства наприкінці XV століття отримував 2,25 фунта хліба на день, 5 яєць в день, крім п'ятниці і у період Великого посту; 2 кг м'яса в день, 4 дні/тиждень (не враховуючи середи, п'ятниці та суботи), за винятком Адвенту і Великого посту; 2 кг риби на день, 3 дні/тиждень, а також кожного дня під час Адвенту і Великого посту. Така калорійна структура лише частково відображає висококласний статус пізньосередньовічного монастиря в Англії, частково Вестмінстерського абатства, який був одним з найбагатших монастирів у країні; раціон ченців в інших монастирях, напевно, був набагато скромнішим.
У цілому споживання калорій зазнавало частих дискусій. Вважалось, що дорослому чоловікові селянинові необхідно 2900 калорій в день, а дорослій жінці — 2150 калорій. Часто калорійна норма була трохи іншою, ніж запрпонована. Хто займався особливо важкою фізичною працею, а також матроси і солдати, мали, споживати 3500 і більше калорій в день. У аристократів добова норма досягала 4000–5000 калорій / день. Монахи споживали 6000 калорій / день у «нормальні» дні, і 4500 калорій / день в пісні. Як наслідок, ожиріння було поширеним явищем серед вищих класів. Ченці страждали від, пов'язаних з ожирінням (в деяких випадках), артритом.

## Регіональні відмінності
На жаль, не збереглося якісної документації про регіональні особливості середньовічних кухонь різних країн. Проте, помітна ознака середньовічної кухні — використання крупи та олії, сформували дієтичні норми і перетнули етнічні, а потім і національні кордони. Географічні відмінності в їжі — результат різних кліматичних умов, політичної адміністрації і місцевих звичаїв. Уникаючи широких узагальнень, можна чітко визначити області, для яких були характерні ті чи інші продукти харчування. Клімат на Британських островах, півночі Франції, Нідерландах, північних німецькомовних областях, Скандинавії і Балтики занадто жорсткий, тому виноград і маслин там не вирощували. Для південних областей вино — поширений напій як серед багатих, так і бідних (хоча зазвичай простолюдин повинен був погодитися на дешеві вина другого віджиму), на півночі напій простолюдина — пиво, в той час як вино дуже дорогий імпортний продукт. Цитрусові (хоч і не стількох видів, як сьогодні) і гранати поширені по всьому Середземномор'ї. Сушені інжир і фініки доступні на півночі, але використовувались в кулінарії досить рідко.
Оливкова олія — поширений інгредієнт на Середземномор'ї, але залишається дорогим імпортом для півночі, де альтернативою виступали: макова, горіхова, з ліщини та фундука. Вершкове масло і сало після страшної смертності внаслідок Чорної смерті стали менш дефіцитними і використивувались у великих кількостях в північних і північно-західних регіонах, особливо в Нижніх країнах. У всій Європі майже універсальним продуктом для середнього і вищого класу був мигдаль, інгредієнт мигдалевого молока, яке використовувалося як замінник яєць або молока у стравах, адже гіркий мигдаль з'явився набагато пізніше.

## Режим харчування

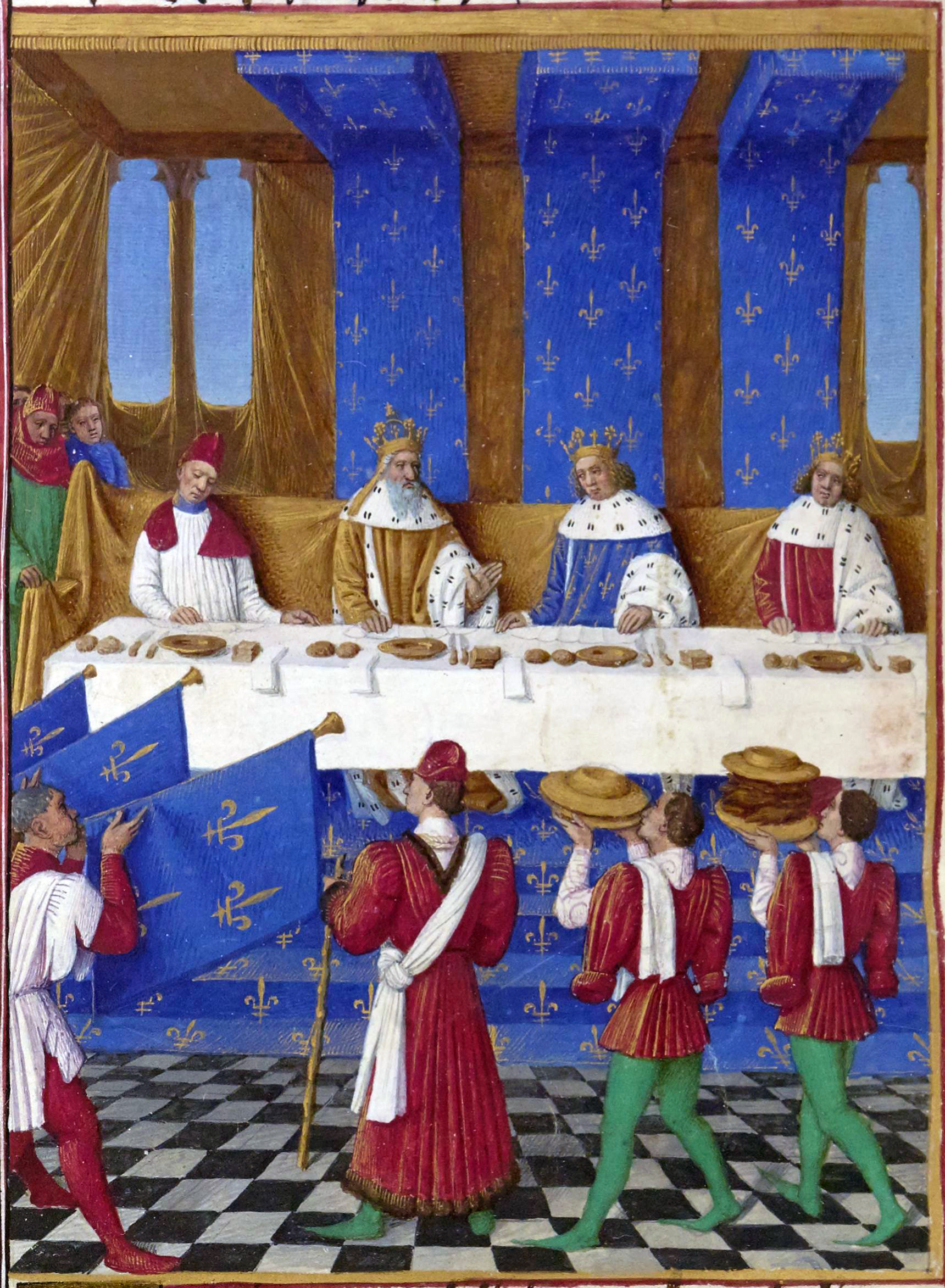
Бенкет у Парижі у 1378 році Карла V Мудрого (вцентрі, в блакитному) для Карла IV (імператора Священної Римської імперії) (зліва) і його сина Вацлава IV. Біля кожного два ножі, квадратний контейнер для солі, серветки, хліб і тарілка; Жан Фуке, 1455–60.

В Європі зазвичай їли два рази на день: обід в середині дня і легка вечеря у вечірній час. Такий розклад залишався протягом всього Пізнього Середньовіччя. Перекус між головними прийомами їжі залежав від соціального статусу, хто не виконанував ручну працю міг обійтися без нього. Моралісти виступали проти приймання їжі вранці, члени церкви і джентрі також намагались уникати його. З практичних міркувань, сніданок мали робітники, а також він дозволявся маленьким дітям, жінкам, старим і хворим. Тому церква засуджувала ненажерливість та інші плотські слабкості, чоловіки, які снідали, мали бути присоромлені. Розкішні бенкети і нічні reresopers (з окситанської «rèire-sopar», «пізня вечеря») зі значною кількістю алкогольних напоїв вважалися взагалі аморальними. Останні були пов'язані з азартними іграми, грубою мовою, пияцтвом і непристойною поведінкою. Маленькі страви і перекуски були поширені (хоча церква цього і не схвалювала), робітники часто отримували допомогу від своїх роботодавців, щоб купити «nuncheons», невеликі шматочки їжі, які можна з′їсти під час перерви.

### Етикет
Так як, і майже кожна частина життя в той час, харчування у середньовіччя спільна справа. Вся сім'я, включаючи обслугу, їла разом. Усамітнитися, щоб насолодитися стравою, вважалось гордовитістю та великим егоїзмом у світі, де люди дуже сильно залежали один від одного. У XIII столітті, англійський єпископ Роберт Гросетест дав пораду графині Лінкольна: «Забороніть обід та вечерю, поза обіднім залом, в секретних і особистих кімнатах, бо це зайва надмірність, а також лорди і леді не отримують гідного пошанування». Він рекомендував стежити, щоб слуги не брали залишки зі столу для вечері, а також не роздавали їх як милостиню. До кінця середньовіччя, багаті все частіше прагнули уникнути такого режиму кормового колективізму. Інколи, багаті господарі зі своїми дружинами усамітнювалися в особистих покоях, де могли таємно насолоджуватися більш вишуканими стравами. Отримати запрошення в особисті покої лорда було великим привілеєм, своєрідною винагородою для друзів і союзників, але викликало страх у підлеглих. У покоях лорди могли дистанціюватися подалі від домашнього господарства, насолодитися більш розкішними стравами, в той час як обслуга обідала у великій залі і задовольнялася набагато простішою їжею. Однак, в час великих заходів та бенкетів, господар і господиня обідали у великому залі разом з усіма. Хоч і збереглись описи обіднього етикету в особливих випадках, але дуже мало відомостей про те, як проходив обід знаті в звичайні дні та звичаї простих людей за столом. Тим не менш, можна припустити, що у повсякдення була відсутня багаторазова зміна страв, розкішні спеції чи миття рук в ароматній воді перед кожною зміною страв.

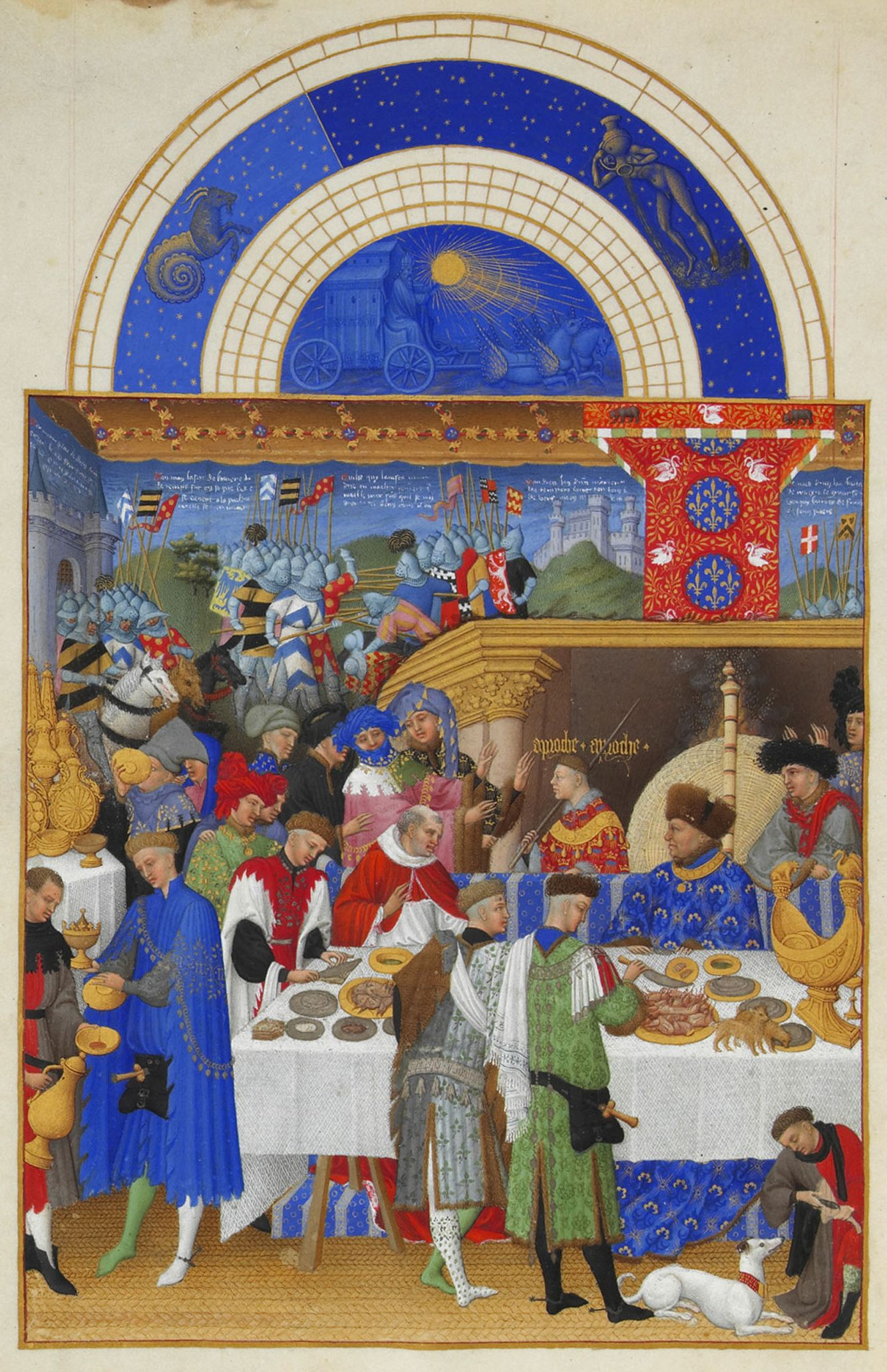
Жан (герцог Беррійський) насолоджується стравами. Герцог сидить за високим столом під розкішним балдахіном перед каміном, йому прислуговує кілька слуг, включаючи м'ясника. Зліва від Герцога золота сільниця чи неф, у формі корабля; Розкішний часослов герцога Беррійського, 1410 рік.

У багатіїв етикет мав свої особливості. Перед їжею і між змінами страв, гостям пропонували омити руки в маленькому басейні та витерти їх лляними рушниками, адже цінувалася чистота. Соціальні кодекси вимагають від жінки бездоганної акуратності та делікатності за столом, тому, часто, дружина господаря усамітнювалася, щоб сповна насолодитися їжею і з'являлася лише на бенкетах. Вона приєднувалася до трапези тільки після зміни страв, від яких могла забруднитися. У цілому, вишукані обіди переважно чоловіча справа, рідкістю було прийти з дружиною або неодруженою жінкою. Ієрархічна природа суспільства закріплена й в етикеті, за яким нижчий стан виражав повагу вищому, молодші допомагали старшим, а чоловіки обслуговували жінок за столом, щоб уберегти від забруднення сукні і репутації. Спільна склянка для пиття були поширена навіть на щедрих бенкетах, крім тих, хто сидів за «високим столом», звичайна норма етикету відламати окраєць хліба чи нарізати м'яса для сусіда за столом.
Харчі в основному подають на тарілках або у горщиках, кожен вибарає свою страву і кладе на тренчер із черствого хліба, дерева або п'ютера і їсть за допомогою ложки або голими руками. У нижчих класах було прийнято їсти прямо зі столу. Ніж часто використовувався за столом, але кожен повинен принести свій, тільки поважним гостям надавали особистий ніж. Його вручали гостеві високого рангу або другові самого господаря. Використання виделки не було поширеним у Європі до настання раннього нового часу, насамперед в Італії. Там вона не зазнала поширення до XIV століття, серед італійців усіх соціальних класів. Вороже ставлення до виделки добре ілюструє реакція на поведінку за столом візантійської принцеси Теодори Дука наприкінці XI століття. Вона була майбутньою дружиною венеційського дожа, Доменіко Сельво, і викликала велике здивування серед знатних венеційців. Іноземна дружина вимагала від євнуха розрізати їжу, а потім їла маленькі шматочки золотою виделкою, чим настільки шокувала застільних гостей, що пізніше єпископ Остії інтерпретував її вишуканий іноземний манер, як гордість і описав її так: «…дружина венеційського дожа, чиє тіло, після її надмірної делікатністі, повністю згнило».

## Приготування страв

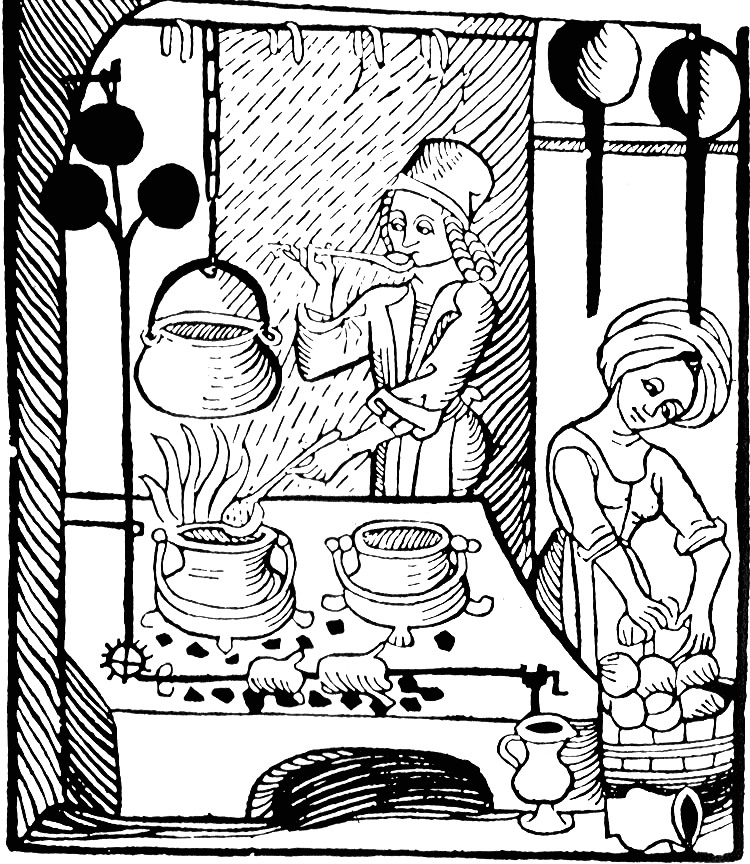
Кухар біля плити з ківшиком; ілюстрація з Kuchenmaistrey, першої друкованої кулінарної книги німецькою мовою, ксилографія, 1485.

Всі типи приготування їжі вимагали використання вогню. Кухонна плита не буде винайдена аж до XVIII століття, і кухарі мали знати, як готувати їжу прямо на відкритому вогні. Печі вже використовувались, проте вимагали значних витрат для спорудження, тому існували тільки у досить великих домогосподарствах та пекарнях. Піч для випікання хліба — частина комунальної, а не приватної власності. Існували також невеличкі пересувні печі, які заповнювали їжею, а потім поміщали у гаряче вугілля, і, навіть, великі на колесах, які використовувались для продажу пирогів на вулицях середньовічних міст. Але більшість людей готували майже всі страви у звичайних горщиках, оскільки це було й ефективне використання дрів і всі дорогоцінні рідини не випаровувались, що робило потаж і рагу найпоширенішими. Існуючі докази дають припущення того, що середньовічні страви мали високий вміст жиру, або те, що він додавався до страв. Повнота не визнавалась якоюсь проблемою в період непосильної праці та голоду, навіть віталась; тільки бідні, хворі і побожні аскети були худими.
Фрукти легко поєднували з м'ясом, рибою та яйцями. Рецепт Tart de brymlent, рибного пирога з кулінарної книги Способи готування, описує поєднання інжиру, родзинок, яблук і груш з рибою (лосось, тріска або пікша) і чорносливом без кісточок і шкірки. Важливо, щоб страва відповідала тогочасним стандартами медицини та дієтики. А це означало, що їжа має бути «приготована» відповідно до її природи й передбачала певне поєднання і змішування різних інгредієнтів, спецій і прянощів; риба — холодна і волога, і вважалось, що найкраще її підігріти і висушити, тобто підсмажити у олії або запекти, додати гарячі й сухі прянощі; яловичина — суха і гаряча, і тому має бути зварена; свинина — гаряча і волога, її завжди смажили. У деяких колекціях рецептів, зверталась велика увага на гуморальну природу продуктів, аніж на те, що сучасні кухарі назвали б схожістю смаку. У одному рецепті пирога айву можна замінити на капусту, а в іншому ріпу грушами.
До XV століття ще не був винайдений рецепт пісочного пирога. Спочатку таке тісто використовували як харчовий контейнер і робили методом, який називався хаф пейст. Збереглись колекції рецептів, що засвідчують значний розвиток гастрономії пізнього середньовіччя. Наприкінці XIV століття починають з'являтися рецепти пісочного пирога та пояснення приготування желе з яєчних білків, рецепти стали включати докладні інструкції, які до того зберігались в пам'яті професійних кухарів.

### Середньовічна кухня

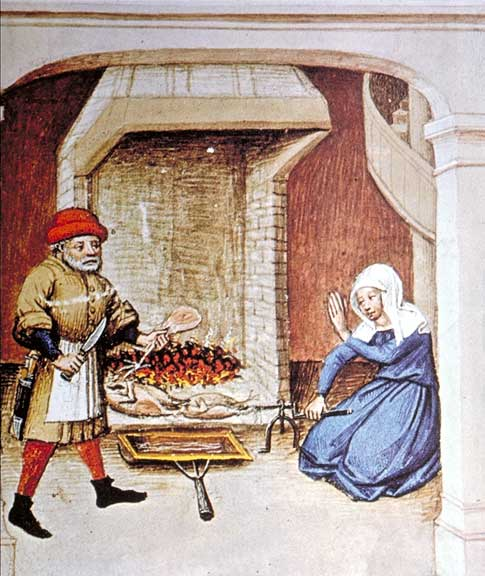
Смаження пташок на рожнах. Під рожнами вузька неглибока посудина для збирання рідини від соусу, яким поливають м'ясо; Декамерон, Фландрія, 1432.

У більшості домогосподарств приготування їжі відбувалось на відкритому вогнищі в центрі вітальні для ефективного використання тепла. У період Середньовіччя це було дуже поширено, навіть у багатих домогосподарствах кухня об'єднана з обідньою залою. Кухня, як окреме приміщення, почала з'являтися лише в кінці Пізнього Середньовіччя. Спершу камін перемістили до стіни, потім побудували окрему будівлю, або крило, спеціально під кухню, яка часто відокремлена від основної частини будинку критою аркадою. Таким чином, харчові запахи, дим і кухонна метушня були поза увагою гостей, а також зменшився ризик виникнення пожежі.
Чимало базового кухонного приладдя, відомого сьогодні, такого як пательні, каструлі, чайники, вафельниці, тоді вже існували, хоч і залишались досить дорогими для бідних домогосподарств. Іншим приладдям, більш характерним, для приготування їжі на відкритому вогні, було пристосування з рожнами різного розміру і матеріалу для готування різних страв, від дрібних перепілок до цілого бика. Також були крани з регульованими гачками для горщиків і казанків, щоб легко прибрати їх з вогню і вберегтися від загоряння або окропу. Кулінарне приладдя часто знаходилось прямо над вогнем або містилось на вугільних штативах. На допомогу кухареві приходили різні ножі, ложки для помішування, ковшики і тертушки. У заможних домогосподарствах одними з найпоширеніших інструментів були ковганка і сито, адже середньовічні рецепти вимагали, щоб їжа була дрібно нарізана, протовчена, проціджена і приправлена до і після приготування. Це засновувалось на вірі серед лікарів, що дрібна консистенція їжі, краще засвоюється організмом. Також це давало можливість вправним кухарям створювати найрізноманітніші форми страв. Хороша текстура їжі асоціювалася із багатством; дрібно подрібнене борошно було дорогим, тому хліб простолюдинів, зазвичай, коричневий і грубої текстури. Поширена технологія — фарширування (від латинського farcio, «втиснути»), із тварини знімали шкіру, подрібнювали м'ясо, додавали спеції та інші інгредієнтами, а потім повертали назад у шкіру, або викладали у формі абсолютно іншої тварини.
Персонал кухні знаті або королівського двору іноді налічує більше сотні осіб: хлібники, пекарі, вафельники, соусники, холодники, м'ясники, різники, пажі, доярки, дворецькі і незліченна кількість кухарчуків. Це в той час, коли середнє селянське господарство забезпечується дровами зібраними з довколишніх лісів, кухні мають бідне матеріально-технічне забезпечення і щодня готується вдвічі менше страв для декількох сотень людей. Поради про те, як підготуватися до дводенного бенкету, знайдено в кулінарній книзі Du fait de cuisin («На кухні»), що написана у 1420 році біля бургундійського герцогтства від Майстра Шика, шеф-кухаря Амадея VIII, савойського герцога. Шика рекомендує, що шеф-кухар повинен мати під рукою щонайменше 1000 возів «добрих, сухих дрів» і повну комору вугілля.

### Зберігання
Методи консервування харчових продуктів були в основному такими ж, як і давні часи, і не зміняться до винаходу консервування на початку XIX століття. Найпоширеніший і найпростіший метод — піддати продукти харчування теплу і вітру, видалити вологу, тим самим продовжити термін придатності будь-якого типу їжі від злаків до м'яса; Висушування, істотно скорочує діяльність різних залежних від води мікроорганізмів, які викликають розпад. У теплому кліматі висушування здійснюють, залишивши їжу на сонці, а в холодному північному під впливом сильного вітру (особливо, часто, для приготування в'яленої риби), або в теплій печі, підвалах, горищах, а деколи, навіть, у житлових приміщеннях. Їжу піддають цілій низці хімічних процесів, таких як копчення, соління, маринування, консервування або бродіння, щоб зробити придатною якнайдовше. Більшість з цих методів має свої переваги, швидкий час підготовки і відкриття нових смаків. Копчення або засолення м'яса худоби вирізаної восени поширена стратегія домогосподарств аби уникнути необхідності годувати багато тварин у голодні зимові місяці. Масло як правило, сильно солять (5–10 %), щоб не зіпсувалось. Овочі, яйця або рибу квасять в щільно упакованих банках, що містять сіль і кислі рідини (сік лимона, кислий сік або оцет). Інший метод полягає у створенні ущільнення навколо їжі, яку готують у цукрові, медові або жирові, де вона надалі й зберігається. Для стерилізації також використовувався цілий ряд методів. Зерно, фрукти і виноград перетворювали в алкогольні напої, таким чином вбиваючи хвороботворчі мікроорганізми, а молоко піддавали бродінню і затвердінню, перетворюючи на безліч сирів або сколотин.

### Професійна кулінарія

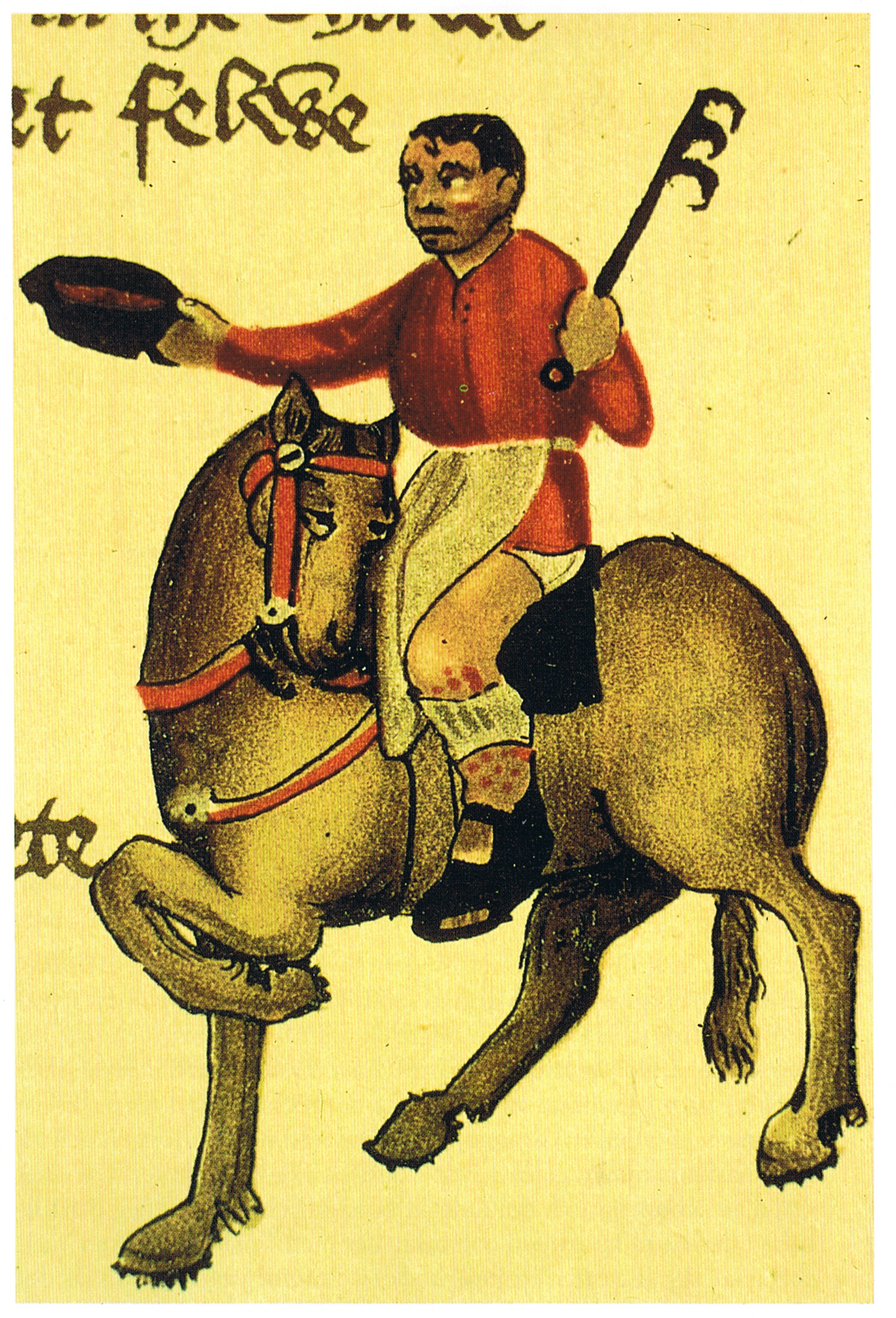
Безславний кухар із Кентерберійських оповідей Джеффрі Чосера. Зверніть увагу на довгий гак для м'яса в лівій руці, один з найпоширеніших інструментів кухаря в часи Середньовіччя; Літопис Елезм′є, 1410 рік.

Більшість населення Європи до індустріалізації жило в сільській місцевості, окремих фермерських чи домашніх господарствах. Самозабезпечелювальна норма дозволяє виділяти лише невеликий відсоток продукції на експорт або продаж на ринках. Великі міста виняток і потребують підтримки продовольством і паливом від навколишніх селищ. Щільність міського населення могла підтримати широкий спектр харчових підприємств, які обслуговували різні соціальні групи. Багато жителів міського населення змушені жити в обмежених умовах без кухні або навіть вогнища а багато хто не має обладнання для базового готування. Харчі від постачальників єдиний варіант у таких випадках. Продовольчі магазини продають готову гарячу їжу, ранню форму фаст-фуду, також надають послуги приготування страв, якщо клієнти принесуть всі або деякі з інгредієнтів. Мандрівники, такі як паломники на шляху до святого місця, часто навідуються до професійних кухарів, щоб уникнути необхідності готувати. У заможніших кухонь було багато постачальників, які доставляли різні продукти і приправи: сироторговці, пекарі пирогів, соусники, вафельники і т. д. Заможні громадяни, які мали кошти, щоб готувати вдома могли в особливих випадках найняти професіоналів, коли власна кухня або персонал не могли впоратися з бенкетними клопотами.
Міські кулінарні магазини, які обслуговували працівників або знедолених, вважалися сумнівними, із поганою репутацією і ганебним місцем для професійних кухарів. Ходж із Веру, лондонський кухар із Кентерберійських оповідань Джеффрі Чосера, описується як неохайний постачальник недоброї їжі, а проповіді французького кардинала Жака де Вітрі від початку XIII століття описують продавців приготованого м'яса, як прямої небезпеки для здоров'я. Необхідність послуг кухаря була визнана й оцінена, але й часто вони зневажалися, бо обслуговували тілесні людські потреби, а не духовне покращення. Стереотипним образом кухаря у мистецтві і літературі був запальний чоловік, схильний до пияцтва, і часто зображується охоронцем свого горщика. На початку XV століття англійський чернець Джон Лідґейт і багато його сучасників мали переконання, що „гарячий вогонь і дим роблять кухарів злими“.»

## Зернові культури

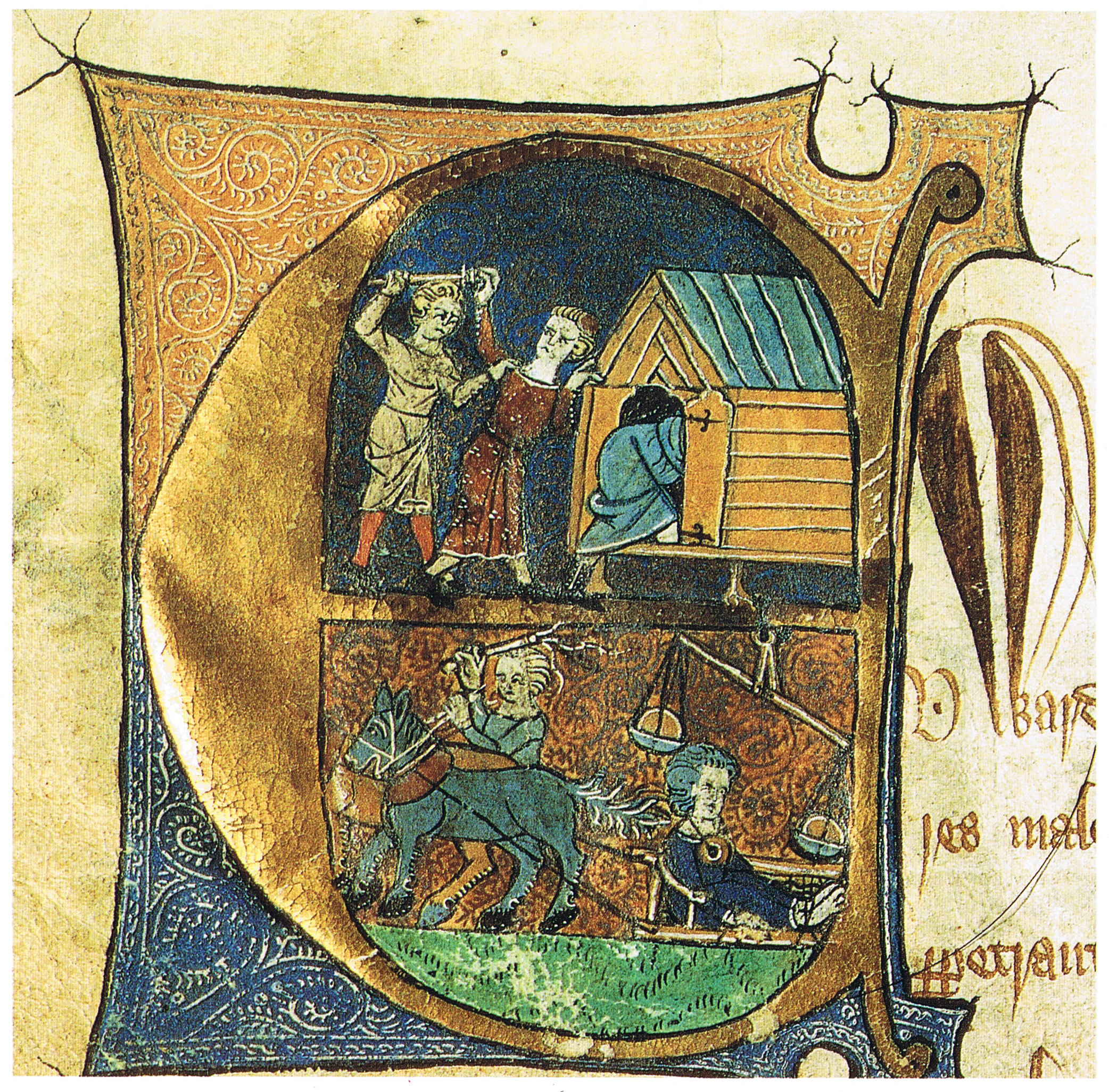
Спіймали пекаря, який намагався обдурити клієнтів, його карають — возять навколо громади на санях з прив'язаним до шиї буханцем хліба

У період між 500 і 1300 роками відбулися значні зміни в дієті більшої частини Європи. Інтенсивний розвиток землеробства та розширення угідь спричинили перехід від продуктів тваринного походження, таких як м'ясо та молочні продукти, до різних зернових та овочів, основних продуктів харчування більшості населення. До XIV століття хліб був не дуже поширений серед нижчих класів, особливо на півночі, де пшеницю важче вирощувати. Хлібна дієта стала поступово все більш поширюватись у XV столітті і замінила теплі проміжні прийоми їжі, які базувались на каші. Квасний хліб був більш поширений у пшеничних регіонах на півдні, прісні коржі з ячменю, жита або вівса серед північних і гірських районів, також прісні коржі звична провізія для війська.
Найпоширеніші злаки: жито, ячмінь, гречка, пшоно та овес. Рис залишиться досить дорогим привізним продуктом протягом майже всього Середньовіччя і буде вирощуватися на півночі Італії лише в кінці періоду. Пшениця поширена по всій Європі і вважається найпоживнішою з усіх зернових, більш престижною, а, отже, дорожчою. Дрібно просіяне біле борошно, з яким сучасні європейці найбільш знайомі, зберігалось у коморах вищих класів. Чим нижче спускатися по соціальних сходах, тим хліб грубіший, темніший, з більшим вмістом висівок. У часи дефіциту зерна або голоду, його могли доповнювати більш дешеві і менш бажані замінники: каштани, сушені боби, жолуді, папороть, а також широкий спектр більш або менш поживних рослинних продуктів.
Один з найпоширеніших компонентів середньовічної їжі, як частина бенкету, або як невеличка закуска, були шматочки хліба, які вмочали у різну рідину: вино, суп, бульйон або соус, висмоктували її і з'їдали. Інша досить поширена страва на середньовічному столі — фрументі, густа пшенична каша на м'ясному бульйоні, приправлена спеціями. Кашу варили з різних видів зернових, могли подавати на десерт або для хворих, варили її на молоці (або мигдалевому молоці) і додавали цукор. Пироги з м'ясом, яйцями, овочами та фруктами були поширені по всій Європі, а також вертуни, налисники, пампушки та інша подібна випічка. Від початку Пізнього Середньовіччя печиво, а, особливо, вафлі, їдять на десерт, воно стає дуже вишуканою їжею і налічує чимало сортів. Зерно, як і панірувальні сухарі або борошно, також найпоширеніший загусник для супів і тушкованих страв, окремо або у поєднанні з мигдалевим молоком.

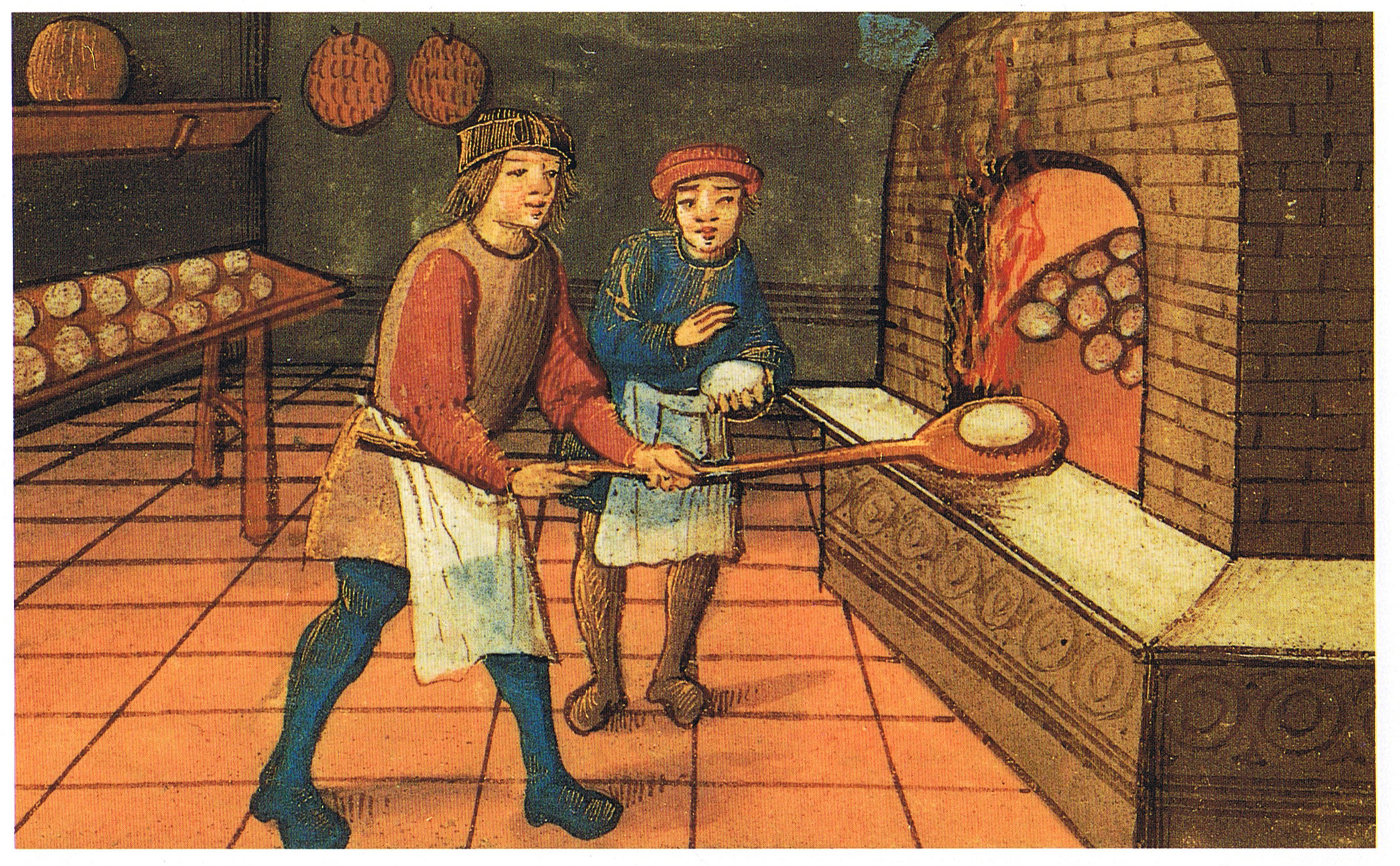
Пекар з помічником. На ілюстрації видно, що хліб круглої форми найпоширеніший.

Щоденна потреба хліба означала, що пекарі відігравали важливу роль у кожній середньовічній громаді. Найбільше споживання хліба у Європі було у XIV столітті. Обсяги споживання хліба в різних регіонах досить схожі: близько 1–1,5 кг хліба на людину в день. Цех хлібопекарів — організований одним із перших, прийняті закони і правила вимагали від цехів стабільні ціни на хліб. Англійський Статут Хліба і Пива у 1266 році містив таблиці, де розмір, вага і ціна буханця хліба, регулювалася відносно ціни на зерно. Прибуток пекаря, передбачений у таблицях, був збільшений завдяки успішному лобіюванню Лондонської компанії пекарів, тепер ціни формувало все: від дрів та солі до дружини пекаря, будинку і собаки. Оскільки хліб основа середньовічної дієти, шахрайство, тих, кому довіріли доставити дорогоцінний товар, у громаді вважається серйозним злочином. Пекар, якого спіймали на підробці ваги або фальсифікації тіста з додаванням недорогих інгредієнтів, міг отримати суворе покарання. Це призвело до «чортової дюжини»: пекар додавав зайвий 13 буханець до кожної дюжини, щоб бути впевненим, що його не визнають шахраєм.

## Фрукти та овочі

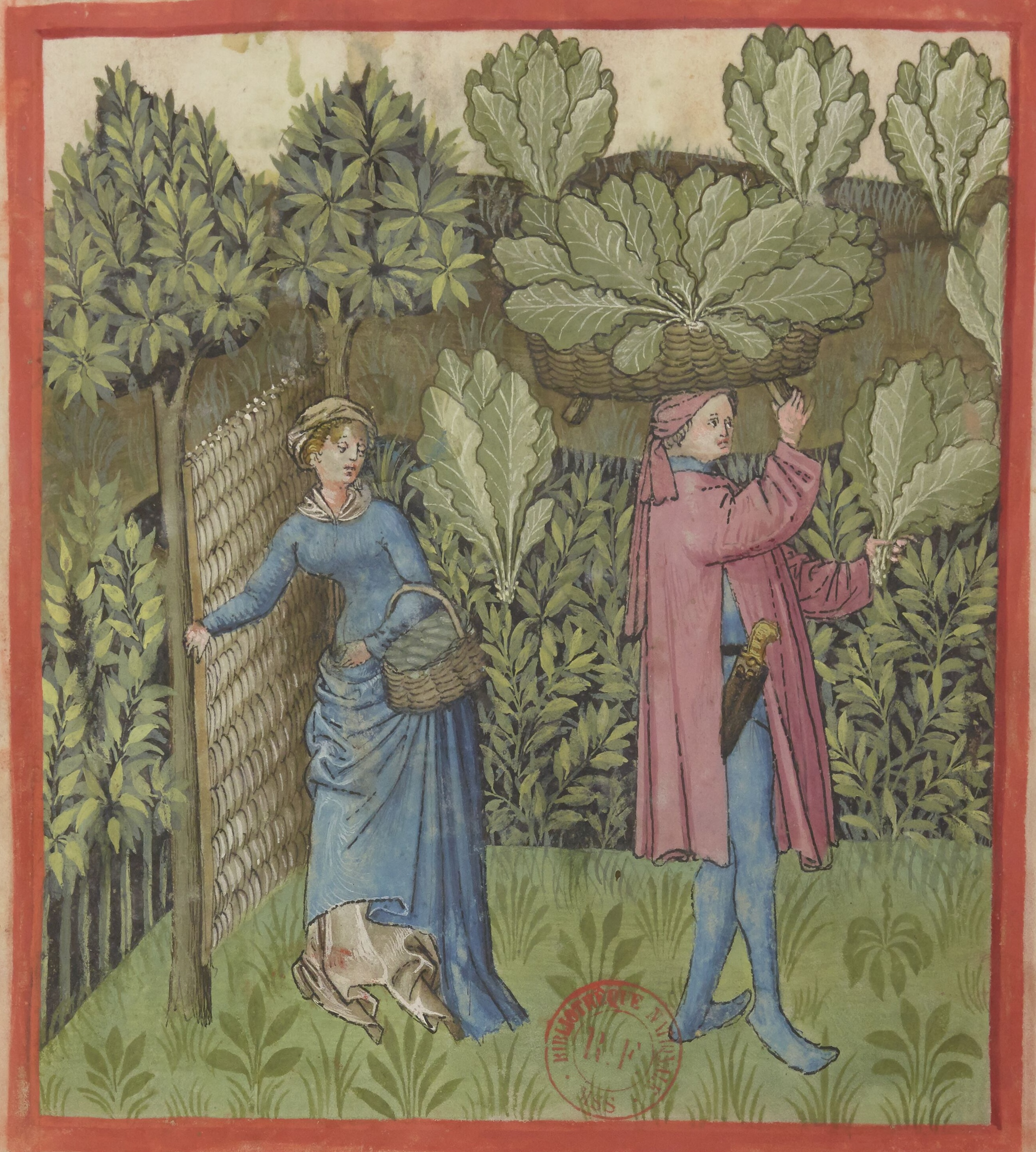
Збирання капусти; Tacuinum Sanitatis, 15 століття.

У той час як зерно основна складова частина більшості страв, овочі, такі як капуста, буряк, цибуля, часник і морква готові продукти харчування. Більшість з них доступні щодня для селян та робітників, але менш престижні, ніж м'ясо. Кулінарні книги, призначені в основному для тих, хто може дозволити собі таку розкіш, з'явилися в кінці Середньовіччя, містять лише невелику кількість рецептів з використанням овочів як основного інгредієнта. Відсутність рецептів багатьох основних овочевих страв, таких як потаж, не означає, що їх не було серед страв знаті, а те, що вважалися основоположними і не потребують записування. У середньовіччя морква доступна в декількох видах: серед них найсмачніший червонувато-фіолетовий різновид, менш цінний жовто-зелений. Різні бобові, такі як нут, боби і горох, також основне і важливе джерела білка, особливо серед нижчих класів. За винятком гороху, бобові часто розглядається з деякою підозрою у дієтологів, що консультують вищий клас, почасти через їх здатність викликати метеоризм, але й тому, що вони були пов'язані з грубою їжею селян. Значення овочів для простих людей показують рахунки XVI століття з Німеччини, багато селян їли квашену капусту від трьох до чотирьох разів на день.
Фрукти — дуже популярні, могли подаватися свіжими, сушеними або консервованими, і були поширеним інгредієнтом у приготуванні багатьох страв. Оскільки цукор і мед дорогі продукти, поширена практика додавати багато видів фруктів, щоб підсолодити страви. Поширені плоди на півдні: лимони, цитрони, гіркі апельсини (солодкий тип буде винайдений через декілька сотень років), гранати, айва, і, звичайно ж, виноград. Далі на північ поширені яблука, груші, сливи та суниці. Інжир і фініки споживали по всій Європі, але залишалися досить дорогим імпортом на півночі.
Спільні і часто основні компоненти для багатьох сучасних європейських кухень, такі як картопля, квасоля, какао, ваніль, помідори, перець чилі і кукурудза, не були доступні для європейців аж до кінця XV століття, після встановлення контактів з Північною і Південною Америкою, але навіть тоді ці нові продукти потребували часу, щоб бути прийнятими суспільством в цілому.

## Молочні продукти

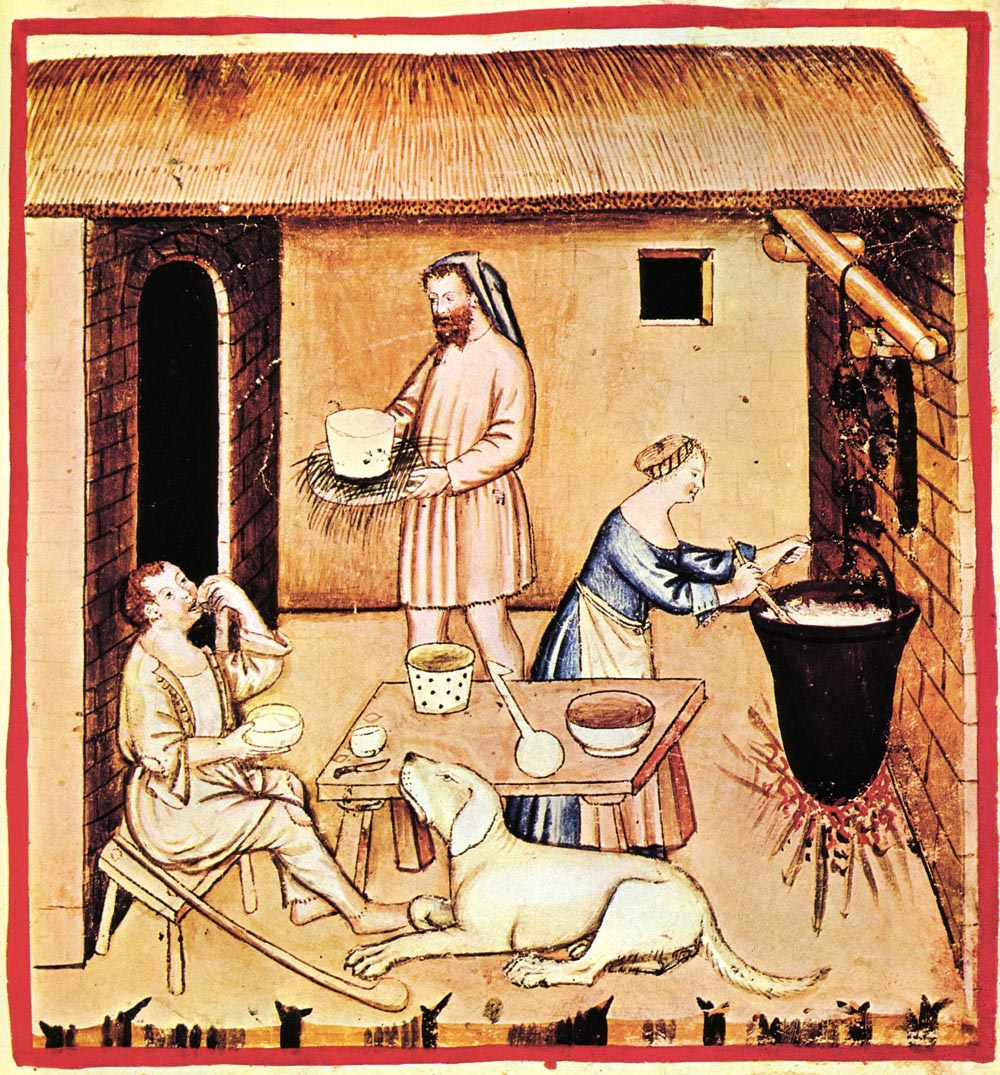
Приготування і подача сиру; Tacuinum Sanitatis, XIV століття.

Молоко — цінне джерело тваринного білка для тих, хто не може дозволити собі м'ясо. Найпоширенішим є коров'яче молоко, також козяче й овече. Свіже молоко не споживається дорослими, крім бідних або хворих, і, зазвичай, призначене для дітей або літніх людей. Бідняки іноді пили маслянку, сироватку, кисле молоко або розбавлене водою. Свіже молоко зберігається недовго, ніж інші молочні продукти, через відсутність технології, яка б вберегла його від псування. Під час бенкетів у вищих класах його додають у тушковане м'ясо, але важко надовго зберегти молоко у природному вигляді, тому мигдалеве молоко, зазвичай, виступає його замінником.
Сир — важливіший молочний продукт, особливо для простих людей, є припущення, що він головний постачальник тваринного білка серед нижчих класів, протягом багатьох століть. Багато сортів сиру, які споживають сьогодні такі, як голландський едам, французький брі та італійський пармезан, були доступні і добре відомі в кінці середньовіччя. Сир із сироватки, рикоту, робили з побічних продуктів виробництва складніших сирів. Сир використовують у приготуванні пирогів і супів, причому останні дуже характерні для німецькомовних регіонів. Вершкове масло — ще один важливий молочний продукт, популярний у регіонах Північної Європи, Нижніх країнах і Південній Скандинавії, які спеціалізуються у виробництві великої рогатої худоби в другій половині середньовіччя. У той час як у більшості інших областей використовують олію або сало, як кулінарні жири, масло було домінуючим для приготуванні їжі у цих регіонах. Його виробництво стало досить прибутковим експортом з XII століття.

## М'ясо

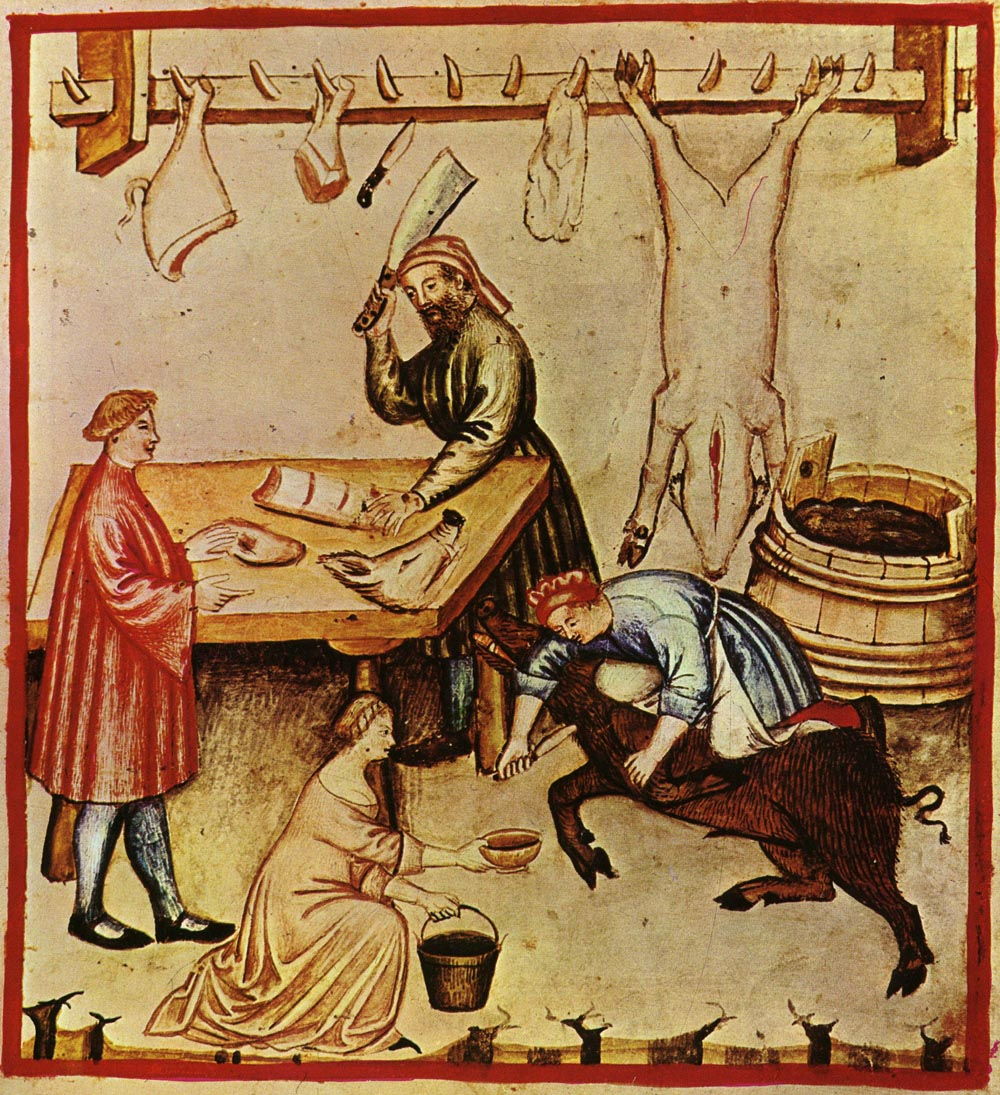
М′ясна лавка у 14 столітті. Велика свиня, з якої скапає кров, приготована до бойні. Ціла туша свині і її частини, що висять за прилавком і готуються для клієнта.

У той час як, дичина була популярна серед знаті, більшість людей споживало м'ясо домашніх тварин. Свійських робочих тварин, які вже не могли виконувати свою роботу, вбивали, але м'ясо їхнє не дуже смачне а, отже, менш цінне. Яловичина — не так поширена, як сьогодні, тому що скотарство було трудомістким, потребувало пасовищ та кормів, воли і корови цінніші як тяглова сила і для виробництва молока. Баранина і ягнятина більш поширена, особливо в районах зі значним виробництвом вовни, аніж телятина. Також, досить розповсюджена свинина, бо свійські свині потребують менше уваги і дешевших кормів. Домашні свині часто вільно бігють навіть у містах, і ставлення до них, часто, як до органічного сміття. Порося на середньовічному столі було бажаним делікатесом. Майже всі частини свині вживалися в їжу, включаючи вуха, рило, хвіст, язик і черево. Кишечник, сечовий міхур і шлунок могли бути використані як оболонка для ковбас або навіть ілюзія страв, таких як гігантські яйця. Серед м'яса, яке сьогодні є рідкісним або навіть непридатним для споживання людиною, було м'ясо їжака та їжатця, воно іноді згадуються у пізньосередньовічних рецептах. Кролики залишаються рідкісним і дуже цінним товаром. У Англії, вони спеціально введені у XIII столітті, а їх колонії ретельно захищалися. Чим далі на південь, тим більше поширені домашні кролики, їх розводять заради м'яса та хутра. Ці тваринки мають особливе значення для монастирів, бо в церкві вважають, що новонароджені кролики, наче риба (або, принаймні, не м'ясо), а, отже, їх можна їсти під час Великого посту.
Багато видів птахів вживалися в їжу: лебеді, павичі, перепілки, куріпки, лелеки, журавлі, жайворонки, коноплянки та інші співочі птахи, на яких розкладали тенета або полювали. Лебеді та павичі були в певній мірі одомашнені, але доступні лише для еліти, їх більше цінують за прекрасний зовнішній вигляд, як видовищну страву, інтремети, ніж за їхнє м'ясо. Як і сьогодні, гуси і качки були свійськими, але не були так популярні, як курка, птиця рівноцінна свині. Цікаво, те що казарка білощока вважається птахом, який не відкладає яйця, як інші птахи, а, отже, росте в ізоляції, тому дозволена їжа для постів і Великого посту.
М'ясо було дорожчим, ніж рослинна їжа. Хоча багатих білком калорій, у співвідношенні калорії/вага, у м'ясі було менше, ніж у рослинній їжі. М'ясо могло бути в чотири рази дорожчим, ніж хліб. Риба була в 16 разів дорожчою, і залишалась дорогою навіть для населення прибережних районів. А це означало, що в час посту раціон був дуже убогим для тих, хто не міг собі дозволити продуктів-альтернатив м'яса і продуктів тваринного походження, таких як молоко та яйця. І тільки після Чорної смерті, коли вимерло до половини населення Європи, м'ясо стало більш доступним навіть для бідних людей. Різке зменшення населення в багатьох населених пунктах спричинило нестачу робочої сили, а це означало зростання заробітної плати. Величезні території сільськогосподарських угідь залишились без нагляду, стали доступними для пасовищ, що спричинило збільшення м'яса на ринках.

### Риба та морепродукти

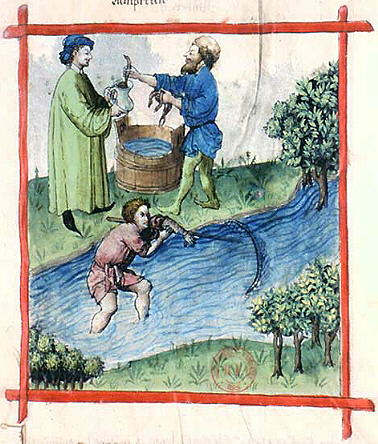
Ловля міноги у струмку; Tacuinum Sanitatis, XV століття.

Незважаючи на меншу престижність, ніж інших видів м'яса тварин і те, що риба часто лише альтернатива м'яса в пісні дні, морепродукти залишаються основними у багатьох прибережних регіонах. «Риба» для середньовічної людини загальна назва для всіх мешканців води, включаючи морських ссавців, таких як кити і морські свині. До цього числа зараховували й бобрів, через лускатий хвіст і великий час проведення у воді, білощоких казарок, через відсутність знань про те, де вони мігрували. Тому така їжа вважається придатною для пісних днів. Особливо важливою була риболовля і торгівля оселедцем і тріскою у Атлантичному океані та Балтійському морі. Оселедець мав безпрецедентне значення для економіки, для значної частини Північної Європи, це був один з найпоширеніших продуктів торгівлі у Ганзейській унії, потужному північнонімецькомовному союзі торгових гільдій. Копчену рибу з оселедця, зловленого у Північному морі, можна знайти на ринках далеко від Константинополя. Велику кількість риби споживали у свіжому вигляді, проте частіше у засоленому, сушеному і, в меншій мірі, копченому. Сушена риба, тріска, розрізалася посередині, кріпилася до опор і сушилась, досить поширена, хоч приготування її могло зайняти багато часу, і означало, що рибу потрібно побити молотком перед замочуванням у воді. Різні види молюсків: устриці, мідії і морські гребінці поширені продукти прибережних і річкових поселень, а річкові раки бажана альтернатива м'яса в час пісних днів. У порівнянні з м'ясом, риба була набагато дорожчою для населення всередині країни, особливо в Центральній Європі, тому для більшості не було іншого вибору. Прісноводні риби, такі як щука, короп, лящ, окунь, мінога, і форель досить поширені.

## Напої

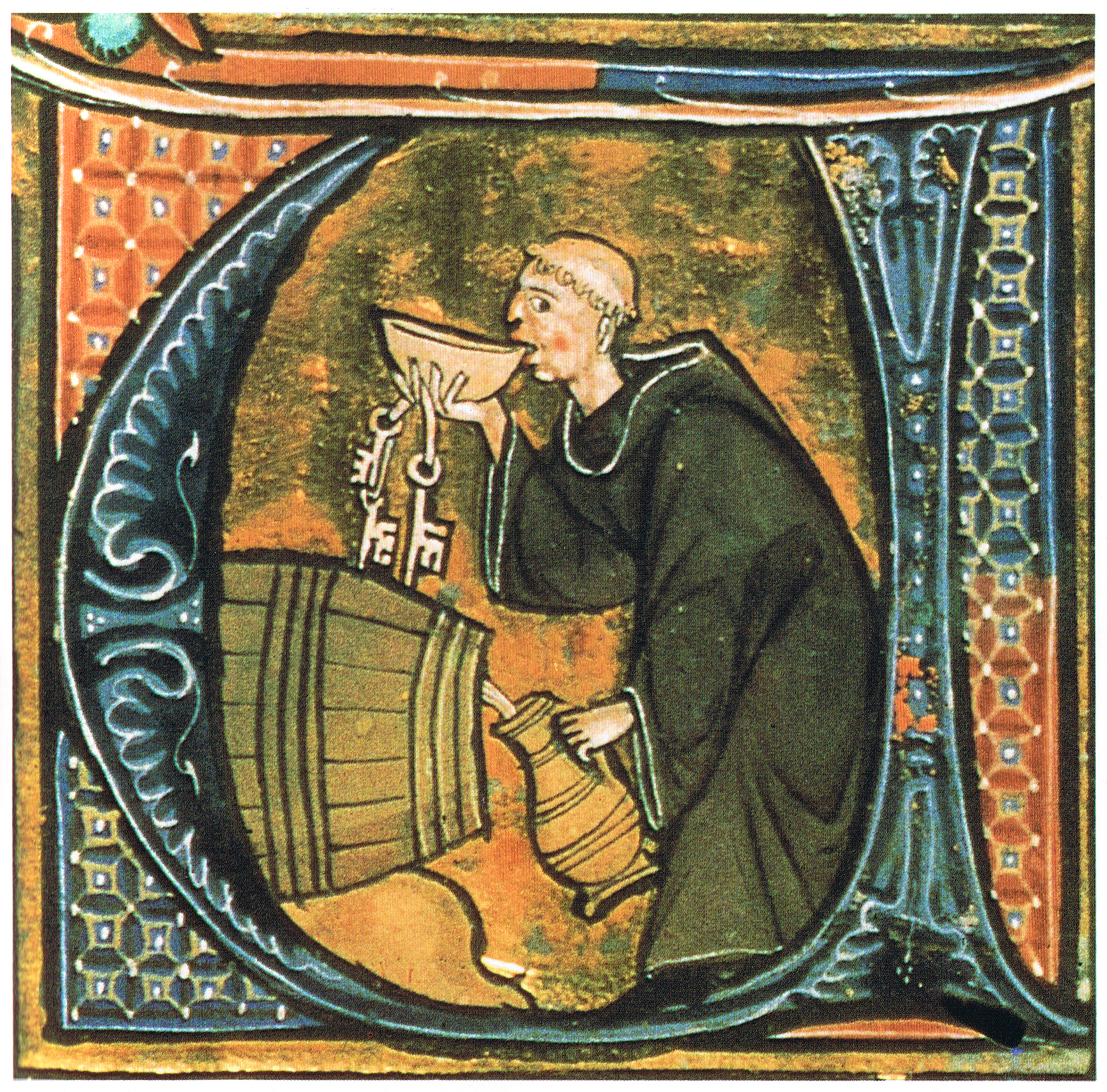
Келар абатства пробує вино. Ілюмінація з копії Li livres dou santé Альдобрандіні із Сієни. Британська бібліотека, Sloane 2435, f. 44v.

Сьогодні вода поширений напій під час їжі. Однак, у Середньовіччя певні занепокоєння з приводу чистоти, медичні рекомендації та низька престижність не сприяла її популярності, тому спиртні напої мали більшу перевагу. Такі напої вважалися більш поживними і корисними для травлення, ніж вода, плюс неоціненний бонус меншої схильності до гниття через вміст спирту. Вино — щоденна споживча основа в більшій частині Франції і усьому Західному Середземномор'ї, де вирощували виноград. Далі на північ воно залишалось привілейованим напоєм буржуазії і дворянства, які могли собі його дозволити, і набагато менш поширеним серед селян і робітників. Напій простолюдинів в північній частині континенту, зазвичай, пиво або ель. До введення хмелю, важко було зберігати цей напій, а це значить, що він в основному споживався у свіжому вигляді (однак, є джерела використання хмелю для пива вже у 822 році). Пиво було нефільтрованим і, отже, каламутним, і, можливо, з низьким вмістом алкоголю, ніж типовий сучасний еквівалент. Кількість споживання пива середньовічних жителів Європи, як свідчить сучасна література, набагато перевищує споживання його у сучасному світі. Наприклад, моряки XVI століття у Англії і Данії отримували пайок на один імперський галон (4,5 л) пива в день. Польські селяни споживали до 3 літрів пива в день.
Соки, а також вина з безлічі фруктів і ягід відомі ще з римської античності і, як і раніше, споживаються у Середньовіччі: гранатні, шовковичні та ожинові вина, сидр, який особливо популярний на півночі, де багато яблук і груш. Середньовічні напої, які збереглися й донині: prunellé з дикої сливи (сучасна сливовиця), шовковичний джин та ожинове вино. Багато видів меду знайдені у середньовічних рецептах, з або без вмісту спирту. Оскільки, напій на основі меду став менш поширеним столовим напоєм у кінці періоду, він призначався для медичного застосування. Хмільний мед — популярний напій слов'ян. Це пояснюється тим, що мед має велике символічне значення у особливих подіях. При погодженні договорів та інших важливих державних справах, мед часто виступає у вигляді урочистого подарунку. Поширений на весіллях і хрестинах, хоча в обмеженій кількості через його високу ціну. У середньовічній Польщі, мед мав статус еквівалента імпортної розкоші, такої як спеції і вино. Кумис, кисломолочний напій з молока кобил або верблюдів, був відомий у Європі, але, як і мед, за призначенням лікаря.
Звичайне молоко не п'ють дорослі, крім бідних та хворих, призначене лише для дітлахів і літніх людей. У свіжому вигляді молоко рідко споживається, ніж інші молочні продукти через відсутність технологій його зберегіння. Чай і кава з рослин, знайдених у Старому світі, були популярні у Східній Азії і серед мусульман у Середньовіччі. Тим не менш, жоден із цих безалкогольних напоїв не споживався у Європі до кінця XVI і початку XVII століття.

### Вино

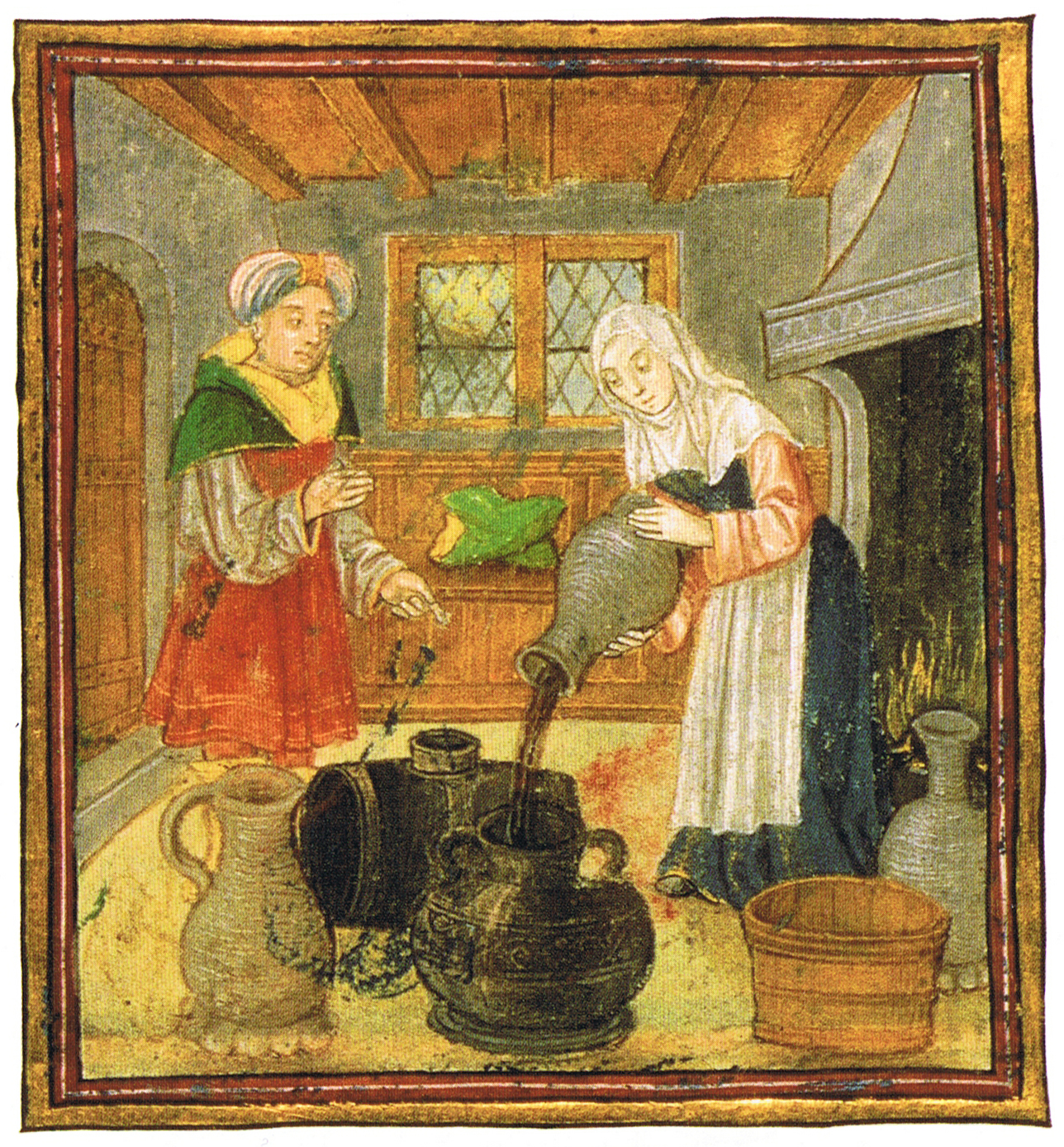
Економка показує, як правильно частувати та зберігати вино.

Вино було поширеним п'янким, а також найпрестижнішим і корисним для здоров'я напоєм. Згідно з дієтикою Галена вважалося гарячим і сухим, але ці якості пом'якшуються, якщо вино розбавити водою. На відміну від води або пива, які є холодними і вологими, вважалося, що споживання вина в помірних кількостях (особливо червоне вино) допомагає травленню, покращує циркуляцію крові і піднімає настрій. Якість вина залежить від вінтажу, сорту винограду й, що найважливіше, кількості пресування винограду. Вина першого пресування — найкращі і найдорожчі, зарезервовані лише для вищих класів. Другого і третього — низької якості і вмісту алкоголю. Звичайний люд повинен був погодитися на дешеве біле або рожеве вино другого або навіть третього пресування, а це означало, що він міг вживатися у досить великих кількостях, не спричиняючи важкої інтоксикації. Для найбідніших (або дуже побожних), розбавлений водою оцет часто єдиний доступний вибір.
Дозрівання високоякісного червоного вина вимагає спеціальних знань, чим витратніше зберігання і обладнання, тим більш дорожчий продукт. Судячи з порад, у багатьох середньовічних документах про те, як врятувати вино від псування, збереження, очевидно, було широко поширеною проблемою. Навіть якщо оцет і був поширеним інгредієнтом, то лише стільки скільки можна було його використати. У кулінарній книзі XIV століття «Le Viandier» існує декілька методів уникнення псування вина. Треба слідкувати, щоб бочка з вином завжди поповнювалась або додавати суміш сушеного і звареного насіння білого винограду з золою сухого і палений осад білого вина, обидва були ефективними бактерицидними методами, хоч хімічні процеси в той час ще не зрозумілі. Глінтвейн був популярним напоєм не лише серед заможних і вважався особливо корисним на думку лікарів. Вірили, що вино діє як свого роду випарник і трубопровід для інших харчових продуктів в будь-яку частину тіла, а додавання ароматних і екзотичних спецій робить його ще кориснішим. Пряне вино, як правило, готується шляхом змішування звичайного (червоного) вина з різними спеціями, такими як імбир, кардамон, перець, зерна раю, мускатний горіх, гвоздика і цукор. Вони містяться у невеликих мішках, які або занурюють у вино, або вливають рідкими, для виготовлення гіпокрасу і вина Бордо. У XIV столітті готові мішечки з сумішею спецій можна було придбати у торговців прянощами.

### Пиво
Вино було найпоширенішим столовим напоєм в більшій частині Європи, але не на Півночі, де виноград не вирощувався. Ті, хто міг собі це дозволити частували імпортне вино, але навіть серед дворянства звична справа випити кухлик пива або елю, особливо ближче до кінця Середньовіччя. В Англії, Нижніх країнах, північній Німеччині, Польщі та Скандинавії люди всіх соціальних верств і вікових груп споживають пиво щодня. У Англії до середини XV століття на ячмінь і зернові, які погано підходять для хлібопечіння, але відмінні для пивоваріння, припадало 27 % площ усіх зернових. Однак, сильний вплив арабської і середземноморської культур на медичну науку (зокрема, у зв'язку з Реконкістою і напливом арабських текстів) позбавив пиво прихильності. Для більшості середньовічних європейців це невибагливий напій у порівнянні із розповсюдженими напоями та інгредієнтами на Півдні, такими як вино, лимони та оливкова олія. Навіть такі екзотичні продукти, як молоко верблюдів і м'ясо газелей, отримали більш позитивну увагу у медичних текстах. Пиво — лише прийнятна альтернатива, йому приписували різні негативні якості. У 1256 році сієнський лікар Альдобрандіно описав пиво наступним чином:
| Ліві лапки | Хай з чого воно зроблено, чи то з вівса, ячменю чи пшениці, це шкодить голові і шлунку, воно викликає неприємний запах з рота і псування зубів, воно заповнює шлунок поганим димом, і в результаті кожен, хто п'є його разом з вином швидко стає п'яним; проте має властивість полегшити сечовипускання і робить плоть білою і гладкою. | Праві лапки |

Вважалося, що п'янкий ефект пива триває довше, ніж вина, але й визнано, що воно не створює «помилкової спраги», так як вино. Хоча менш виразно, ніж на півночі, пиво споживається і на півночі Франції та італійському чобітку. Можливо, внаслідок нормандського завоювання і подорожей дворян Францією та Англією, є один французький рецепт пива записаний у кулінарній книзі XIV століття «Le Menagier de Paris» під назвою godale (швидше за все, пряме запозичення з англійського «хороший ель»), який варився з ячменю і полби, але без хмелю. В Англії були й інші варіанти: posset, з гарячого молока і холодного елю, і brakot або braggot, пряний ель приготований так само, як гіпокрас.
Використання хмелю для ароматизації пива відомо ще за часів Каролінгів, але введення його було поступовим через складність підібрати відповідні пропорції. До застосування хмелю, поширений був ґрюіт, пиво із суміші різних трав. Ґрюіт мав такі самі властивості, що й хміль, але вони залежали від того, які трави додавалися, тому кінцевий результат міг бути різноманітним. Інший метод ароматизації полягав у збільшенні вмісту спирту, але це було витратніше і пиво набувало небажаних характеристик, таких як швидке і важке сп'яніння. Хміль почав широко використовується в Англії у Х столітті; він вирощувався у Австрії з 1208 року і Фінляндії з 1249 року (а, можливо, набагато раніше).
У Ранньому Середньовіччі пиво варили в основному у монастирях і в менших масштабах у окремих домогосподарствах. У Високому Середньовіччі броварні у нових містах північної Німеччини помічені у надвиробництві цього продукту. Хоч більшість броварень були невеликою сімейною справою, де задіяно не більше 8–10 чоловік, регулярне виробництво дозволяло інвестувати у найкраще обладнання, збільшити експериментування з новими рецептами і технікою пивоваріння. Такі броварні пізніше поширилися у Нідерландах у XIV столітті, потім у Фландрії і Брабанту, і досягло Англії у XV столітті. Хмельове пиво стало дуже популярним у останні десятиліття Пізнього Середньовіччя. У Англії та Нідерландах річне споживання пива на душу населення було близько 275–300 літрів (60-66 галонів), воно поглиналося практично після кожного прийому їжі: низькоалкогольне пиво на сніданок і міцне пізніше в той же день. Коли хміль удосконалили як інгредієнт, він міг зберігати пиво протягом шести місяців і більше, що сприяло значному його експорту. У пізньосередньовічній Англії слово пиво стало позначати хмельові напої, тоді як ель нехмельові. У свою чергу, ель і пиво поділяли на «міцні» і «слабкі», останні, менш п'янкі підходять для непитущих людей і придатні для споживання дітьми. Ще в 1693 році Джон Локк заявив, що єдиним напоєм придатним для дітей будь-якого віку є слабке пиво, але в цей же час звичайною практикою серед англійців було дати попити своїм дітям вина або міцного алкоголю.
За сучасними мірками процес пивоваріння був відносно неефективним, але дозволяв виробляти досить міцний алкоголь, коли це було необхідно. Нещодавно була спроба відтворити середньовічний англійський «міцний ель», використовуючи рецепти та методи епохи (але з використанням сучасних дріжджів). У результаті отримали сильноалкогольний напій з оригінальною міцністю 1,091 (відповідає потенційному вмісту спирту понад 9 %) і приємний яблучний смак.

### Перегонка
Стародавні греки і римляни вже знали про техніку дистиляції, але вона не практикувалася у великих масштабах у Європі до XII століття, поки арабське новаторство у цій сфері не запропонувало перегінну колбу. Перегонка, як вважали середньовічні вчені очищає рідину, а термін aqua vitae («вода життя») виступав як загальний термін для всіх видів спиртних напоїв. У кулінарії та медицині застосовували різні міцні спиртні напої; виноградний сироп змішували з цукром і спеціями згідно з рекомендаціями для різних захворювань, трояндову воду використовували як парфуми, кулінарний інгредієнт і для миття рук. Спиртові дистиляти також іноді застосовувалися для створення вражаючих, вогняних інтреметів (вид розваг після прийомів їжі) шляхом замочування шматків бавовни у спиртові. Їх клали у горло опудала, яке часто імітувало тварину, і запалювали перед поданням.
«Aqua vitae» у своїй спиртовій формі високо оцінена середньовічними лікарями. У 1309 Арнальдо де Віланова писав, що « вона подовжує здоров'я, розсіює зайві соки, реанімує серце і зберігає молодість». У Пізньому Середньовіччі, виробництво самогону почало зростати, особливо у німецькомовних регіонах. До XIII століття, Hausbrand (буквально «спалений-будинок» від gebrannter wein, brandwein, «спалене дистильоване вино») було звичайним маркуванням відомого бренді. До кінця Пізнього Середньовіччя, вживання спиртних напоїв настільки вкоренилося серед населення, що обмеження на продаж і виробництво почали з'являтися наприкінці XV століття. У 1496 році у місті Нюрнберг видали обмеження на продаж аквавіти по неділях і у святкові дні.

## Трави, спеції та прянощі

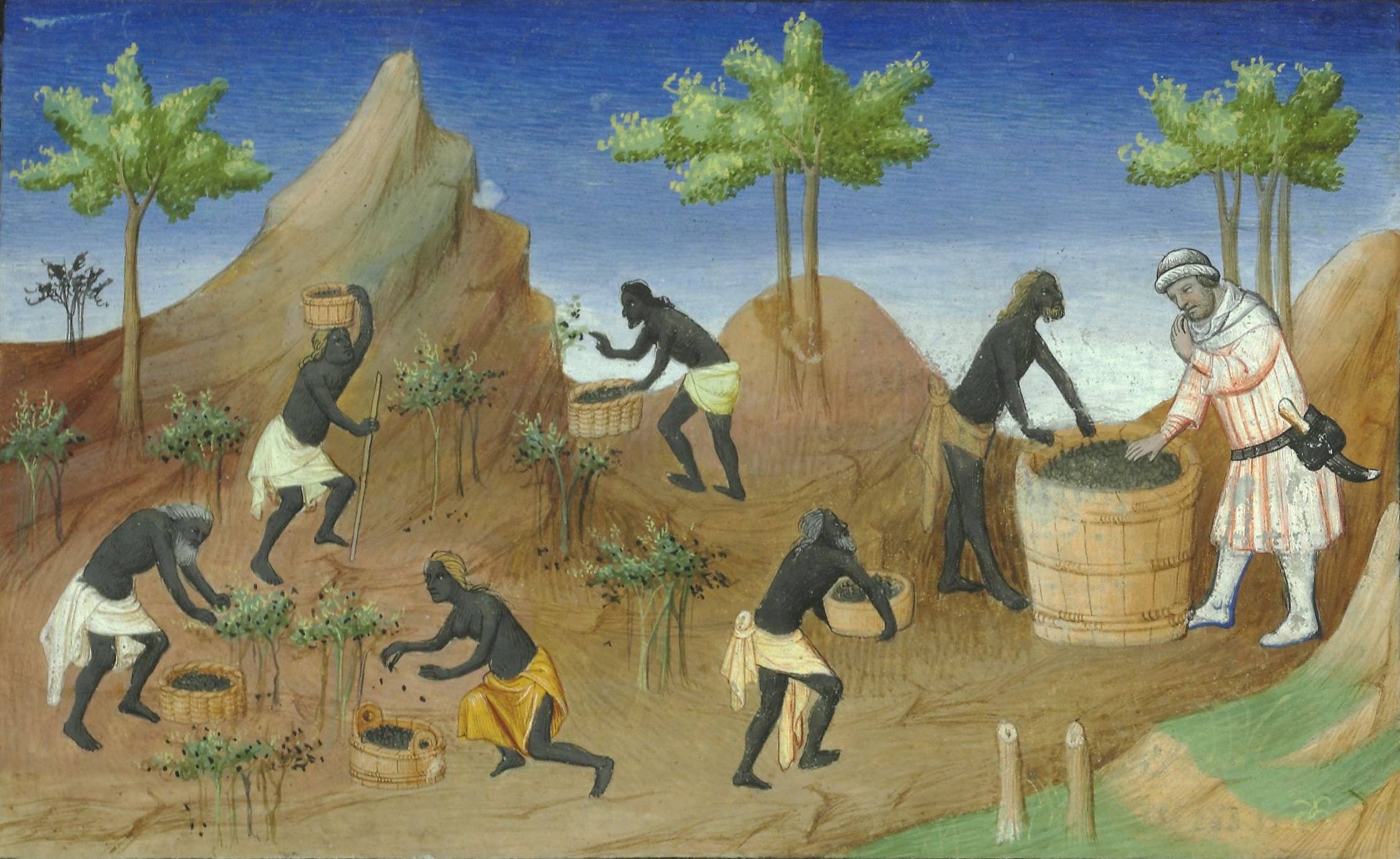
Збирання перцю; Французьке видання Мандрівки Марко Поло, дата невідома.

Спеції були одними із найрозкішніших продуктів, доступних у Середньовіччі, найпоширенішими з яких є чорний перець, цинамон (і більш дешева альтернатива касія), зіра, мускатник, імбир та гвоздика. Всі вони імпортувалися з плантацій Азії та Африки, що робило їх дуже дорогими, і надавало соціальну печатку, наприклад, перець накопичували, торгували і дарували як золоті злитки. Було підраховано, що у Пізньому Середньовіччі до Західної Європи щороку імпортували близько 1000 тонн перцю і 1000 тонн інших схожих спецій. Вартість цих продуктів еквівалентна річному запасу зерна на 1,5 млн чоловік. У той час як перець є найпоширенішою спецією, самою ексклюзивною (хоча і не самою темною за своїм походженням) був шафран, він щедро використовувався за яскраві жовто-червоні кольори і аромат, відповідно до гуморальної медицини, жовтий означав гарячість і сухість, що дуже цінувалося; куркума слугувала жовтим замінником, позолотою на бенкетах і відповідала дієтиці Галена: на розкішному бенкеті, який влаштував кардинал Ріаріо дочці короля Неаполя в червні 1473 року, хліб був позолочений. Серед спецій, які зараз потрапили у невідомість — зерна раю, родич кардамону, які майже повністю витіснив перець у Пізньому Середньовіччі у півночнофранцузькій кулінарії, а також довгий перець, мускатник, нард, калган і перець кубеба. Цукор, на відміну від сьогодні, відносився до типу спецій з високою вартістю і гуморальними властивостями. Одні страви вимагали тільки один тип спецій або трав, а поєднання декількох різних — інші. Навіть, якщо у страві домінував один смак, його отримували змішуванням різних для отримання єдиного смаку, наприклад з′єднували зелень петрушки і гвоздику, перець та імбир.
Поширені трави, такі як шавлія, гірчиця і петрушка, вирощували і використовували у приготуванні по всій Європі, як і кмин, м'яту, кріп і фенхель. Багато з цих рослин росло у всій Європі і вирощувались у садках, вони виступали більш дешевою альтернативою екзотичних спецій. Гірчиця особливо популярна з м'ясними продуктами, описана Хільдегардою Бінгенською (1098—1179) як продукт бідняків. Місцеві трави, які були менш престижними, ніж спеції, що використовувалися у приготуванні страв для вищого класу, зазвичай менш помітні або додаються тільки для забарвлення. Анісом приправляли рибу і курячі страви, а його насіння слугувало зацукрованим драже.
Ті, середньовічні рецепти, які збереглися часто вимагають заправити їх невеликою кількістю кислої або терпкої рідини. Вино, верджус (сік незрілого винограду чи фруктів), оцет і сік з різних фруктів, особливо тих, що мають терпкий смак, були майже універсальними і виразною рисою пізньосередньовічного приготування їжі. Поєднання спецій і підсолоджувачів створювало характерний пікантний фруктовий аромат. Не менш популярним доповненням до цих інгредієнтів був (солодкий) мигдаль. Він застосовувався у різних формах: цілим, лущеним або неочищеним, шматочками, подрібненим і, найголовніше, перероблявся у мигдалеве молоко. Ця остання його форма, немолочного молока, є, мабуть, найпоширенішим інгредієнтом у кулінарії кінця Середньовіччя, воно змішувалося з ароматними спеціями і кислими рідинами, що створювало м'який смак і кремову текстуру.
Сіль була всюдисущою і незамінною у середньовічній кулінарії. Соління та сушіння — найпоширеніша форма збереження їжі, а це означало, що риба й м'ясо часто сильно соляться. Багато середньовічних рецептів спеціально попереджають про пересіл, також є рекомендації замочити певні продукти у воді, щоб позбутися зайвої солі. На столі сіль стоїть біля вишуканих і дорогих страв. Чим заможніший господар і поважніші гості, тим дивовижніший контейнер, в якому вона подається, і тим вища якість і ціна солі. Багаті гості садовилися «над сіллю», в той час як інші сиділи «нижче солі». За столом знаті сільнички були зроблені з п'ютера, коштовних металів чи інших витончених матеріалів, часто вигадливої форми. Численні їдальні також вирішили подавати подрібнену білу сіль. Сіль грубого помолу лише для приготування їжі, консервування і для простолюдинів; морська сіль містила більше домішок, тому була різних кольорів — від чорного до зеленого. Звичайна сіль, поширена сьогодні, у той час досить дорога.

## Солодощі та десерти
Термін «десерт» походить від старофранцузького desservir — «очистити стіл», (дослівно «не подавати»), виник протягом Середньовіччя. Зазвичай, складається з драже, глінтвейну і витриманого сиру. У Пізнє Середньовіччя може, також, включати свіжі фрукти покриті цукром, медом або сиропом і фруктовий конфітур. Цукор, з першої появи у Європі, вважається і ліками, і підсолоджувачем. У Середньовіччя мав репутацію екзотичної розкоші, тому додавався до м'яса та інших страв, які для сучасного гурмана більш природні солонуваті. Існувало багато видів оладок, крепів з цукром, солодких кремів і даріоле, листкового тіста, наповненого мигдалевим кремом, що також могло містити фрукти, а іноді навіть кістковий мозок або рибу. Німецькомовні народи мали особливу любов до «krapfen», смажених тістечок з різними солодкими і солоними начинками. Марципан різних форм добре відомий в Італії та південній Франції з 1340 року, існує думка, що він має арабське походження. Англо-нормандські кулінарні книги містять багато рецептів солодких і солоних заварних кремів, потаж, соусів, пирогів з полуницею, вишнями, яблуками і сливами. Англійські шеф-кухарі мали схильність використовувати пелюстки квітів, таких як троянди, фіалки і бузини. Рецепт ранньої форми пирога кіш можна знайти у праці Forme of Cury, колекції рецептів 14 століття, а також Torte de Bry, пирога з сиром і яєчним жовтком.
Північна Франція представлена широким асортиментом вафлів, які ласували з сиром і гіпокрасом або солодкою мальвазією. Поширені зацукровані імбир, коріандр, аніс та інші прянощі, які називалися épices de chambre («салон спецій») і подавалися в кінці трапези, як легка їжа, щоб «закрити» шлунок. Як і мусульмани в Іспанії, арабські завойовники Сицилії представили широке різноманіття нових солодощів та десертів, які зрештою знайшли шлях до решти Європи. Так само, як Монпельє, Сицилія колись відома своїми драже, турро і мигдалевими гроно (конфеті). З півдня, араби запозичили мистецтво готування морозива, що дало початок сорбету і кільком видам солодких тортів і тістечок. У цей час відомі вже пиріг касата, який готувався з марципану, бісквіта і підсолодженої рикоти і канолі, спочатку cappelli di turchi («Турецькі капелюхи»), смажені і холоджені трубочки із солодкою сирною начинкою.

## Історіографія та джерела
Дослідження середньовічної кухні розпочалося приблизно 1980 року, через нехтування цієї теми. Непорозуміння і відверті помилки поширені серед істориків і сьогодні, через стереотип розглядати Середньовіччя, як примітивну і варварську епоху. Середньовічна кухня була описана огидною через часто незвичне поєднання смаків, нестачу овочів і вільнодумне використання спецій. Інтенсивне використання спецій було популярним аргументом тої думки, що спеції використовувалися, щоб приховати смак зіпсованого м'яса, але такий висновок не має підтримки історичних фактів і сучасних джерел. Свіже м'ясо закупляли протягом року ті, хто міг собі це дозволити. Методів збереження, доступних у той час, хоч дещо недосконалих за сьогоднішніми мірками, було цілком достатньо. Астрономічна вартість і високий престиж спецій підвищували репутацію господаря, але, якщо ж він витрачав їх на дешеві і погано оброблені продукти це правило скасовувалося.
Поширений метод подрібнення і розтирання інгредієнтів у пасту, багато видів потаж і соусів поясн'ювалось так, ніби більшість дорослих середньовічної аристократії втратили свої зуби у ранньому віці а, отже, були змушені їсти нічого, крім каші, супів і подрібненого м'яса. Зображення дворян за частуванням величезних курсів страв, звичайна дурниця, так як і уявлення про "натовп необтесаних селюків (під виглядом благородних лордів), які насправді не кидали величезні шматки жирного м'яса один одному через бенкетний зал.
Описи бенкетів від Пізнього Середньовіччя зосереджені на пишності події, а не на подробицях страв, що було не одне й те ж для більшості бенкетників, наприклад, дуже важливий вибір місця для високого столу. Бенкетні страви були окремо від основної кухні, «завдання розкішних бенкетів слугувати політичним амбіціям, а не гастрономії; як учора, так і сьогодні».

### Кулінарні книги
Кулінарні книги, або, точніше, колекції рецептів укладені у Середньовіччі, є одними з найважливіших історичних джерел про середньовічну кухню. Перші кулінарні книги з'являються наприкінці XIII століття. «Liber de coquina», можливо, створювалася поблизу Неаполя, Tractatus de modo preparandi знайшов сучасний видавець у Маріанни Мулон, а кулінарну книгу від Ассізі виявили у Шалон-ан-Шампань, відредагував її Маґелан Туссен-Самат. Хоч вони й описують реальні страви, вчені в цій галузі вважають, що ними не можливо користуватися сьогодні, як кулінарними книгами, чи порадами для приготування їжі, які могли би бути під рукою. У той час мало хто на кухні вмів читати, тому наявні рецепти рідко застосовувались.
Рецепти часто короткі і не дають точних пропорцій. Час приготування і температура рідко зазначена, бо точні портативні годинники не були доступні, а вся їжа готувалось на вогні. У найкращому випадку час приготування міг визначатися як час, потрібний, для того, щоб проказати певну кількість молитов чи обійти певну ділянку. Професійних кухарів готували через навчання і практичну підготовку, шлях у високу кухню здійснювався за визначеною ієрархією. Середньовічних кухарів наймали у великі домогосподарства, швидше за все, щоб планувати і готувати їжу без допомоги рецептів або письмових інструкцій. У зв'язку із хорошим станом збережених рукописів, історик їжі Теренс Скаллі припустив, що записи рецептів призначалися для багатих і грамотних майстрів, наприклад, «Le Ménagier de Paris» кінця XIV століття. Понад 70 колекцій середньовічних рецептів збереглися до сьогодні, які написані основними європейськими мовами.
У рукописі «Le Ménagier de Paris» є інструкції щодо прибирання приміщення, також описано багато деталей, як контролювати правильне приготування на кухні. До початку раннього нового періоду у 1474 році ватиканський бібліотекар Бартоломео Платина пише «De honesta voluptate et valetudine» («Про благородні задоволення і здоров'я»), а 1563 року у Цюриху фізіолог Йодокус Вілех видав «Apicius».
Високий статус мали екзотичні спеції, особливо, імбир, перець, гвоздика, кунжут, листя цитрусових і «цибуля Escalon»; всі вони у списку спецій VIII століття, які мали бути під рукою у кухаря Каролінгів. Ці ж продукти записав Вінідаріус у «Apicius», унікальний рукопис VIII століття.